# Milánó
Milánó (olaszul Milano, lombardul Milan, németül Mailand) Észak-Olaszország legnagyobb, Olaszország második legnagyobb metropolisza (közigazgatásilag comune), Lombardia régió székhelye. Lakossága 1 353 882 fő. Milánót Olaszország gazdasági fővárosának tartják, hiszen az ország legnagyobb ipari központja. Világhírét manapság divatházainak, operaházának köszönheti, régebben pedig gótikus, csupa kőcsipke dómjának, illetve a Santa Maria delle Grazie-templomnak, amely otthont ad Leonardo da Vinci híres festményének Az utolsó vacsorának.
A kelták által alapított Mediolanumot i. e. 222-ben a rómaiak foglalták el. 286-ban Diocletianus császár Rómából egy időre ide helyezte át a Nyugatrómai Birodalom fővárosát, majd ennek bukása után a Lombard Királyság része lett. A középkorban fontos kereskedelmi központ volt kedvező fekvésének (az alpesi hágók közelében, a termékeny Pó-síkságon) köszönhetően. A 15. században a Visconti és Sforza nemesi családok uralkodása alatt Itália egyik legjelentősebb reneszánsz központjává nőtte ki magát. A napóleoni háborúk végétől 1859-ig, a solferinói csatáig Milánó és Lombardia a Habsburgok uralma alatt volt (rövidebb megszakításokkal), majd az egyesült Olasz Királyság része lett. A várost a Habsburg időszakban az osztrákok Mailandnak nevezték; innen a korabeli, magyarosított „Majland” változat, az itáliai osztrák haderő kötelékében ott szolgáló magyar bakáknak köszönhetően.

## Földrajz

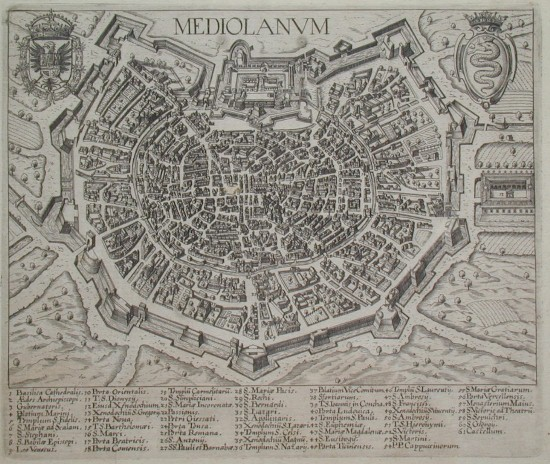
Milánó, 1621-ben

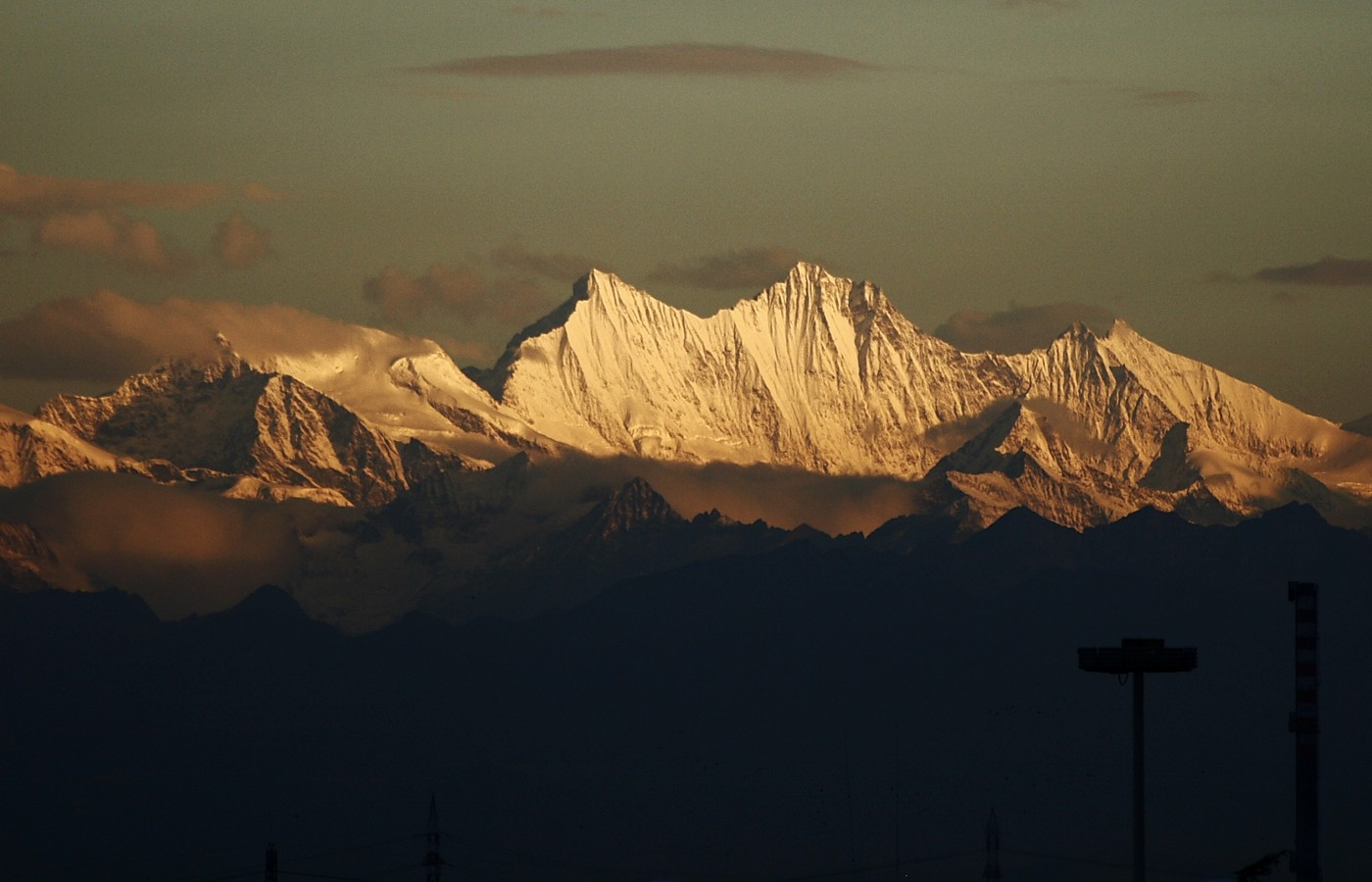
Tiszta időben az Alpok vonulata is látszik a városból

### Fekvése
Milánó Lombardia régió nyugati részében fekszik, a Pó-síkságon. Az Olona, Lambro és Seveso folyók szelik át, illetve számos mesterségesen létrehozott csatorna, mint a Naviglio Grande és a Naviglio Pavese. A város 25 km-re keletre fekszik a Ticino folyótól, 25 km-re nyugatra az Addától és 35 km-re északra a Pótól. A legközelebbi alpesi tó, a Comói-tó, 50 km-re északra. Két fontos alpesi átkelő déli végének közelében fekszik: Val Venosta és Val Engadina.
A vidék a neozoikum végéig tengeröböl volt. Később a tengeri, folyóvízi üledékek illetve az Alpokból és Appenninekből származó törmelék vastagon kitöltötte. Különösen sok törmeléket halmoztak fel az alföld peremén a jégkorszakok folyamán az Alpokból lenyúló gleccserek, amelyek az Alpok déli lábánál morénaövezetet, alacsony dombságot alakítottak ki. A hordalékkúpok anyaga az alföld belseje felé finomodik, majd átmegy az iszapos-agyagos ártéri lerakódásokba. Ebben az övezetben a nem vízáteresztő rétegek felett számtalan forrás fakad. Ennek az övnek a neve linea Fontanilli (Fontanilli-vonal). Ettől délre kezdődik a tenger felé lejtő alluviális síkság. Milánó városa ebben az övben fekszik.

### Éghajlata
A Köppen-féle osztályozás szerint Milánó éghajlata nedves szubtrópusi (Cfa). A téli hónapok rendszerint csapadékosak és hidegek, az átlaghőmérséklet -4/+6 °C között alakul. A nyári hónapok csapadékosak és melegek, az átlaghőmérséklet +15/+28 °C közötti. Télen gyakoriak a nagyobb havazások, habár intenzitásuk és gyakoriságuk a 1990-es évek vége óta csökkent. Az átlagos hóvastagság 35–45 cm között alakul, a legnagyobb értéket 1985 januárjában mérték, amikor is 80–100 cm között volt. A lehulló csapadék mennyisége egész évben magas, átlagosan 1000 mm körül van. A várost gyakorta borítja köd, azonban a közeli rizsültetvények felszámolása, valamint a környezetszennyezés csökkenése miatt a ködös napok száma is csökkenőben van.
| Hónap               | Jan | Feb | Már | Ápr | Máj | Jún | Júl | Aug | Sze | Okt | Nov | Dec | Év  |
| ------------------- | --- | --- | --- | --- | --- | --- | --- | --- | --- | --- | --- | --- | --- |
| Átl. max (°C)       | 3   | 6   | 11  | 16  | 19  | 24  | 27  | 26  | 22  | 15  | 8   | 3   | 17  |
| Átl. min (°C )      | -4  | -3  | 1   | 4   | 8   | 12  | 14  | 14  | 9   | 5   | 0   | -3  | 5   |
| Átl. csapadék (mm)  | 50  | 60  | 80  | 120 | 120 | 80  | 60  | 80  | 60  | 80  | 100 | 50  | 970 |
| Forrás: Weatherbase |     |     |     |     |     |     |     |     |     |     |     |     |     |

### Csatornahálózata

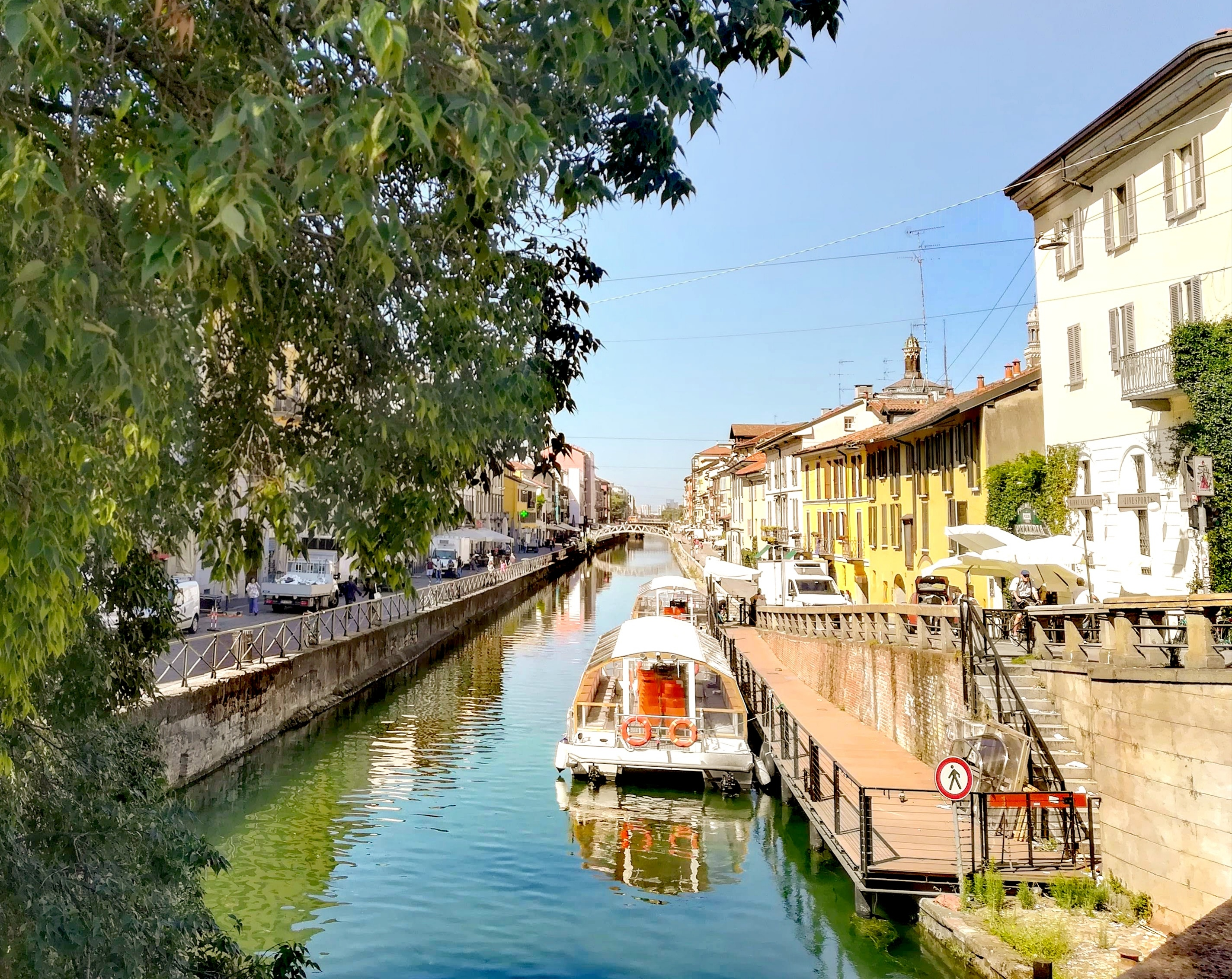
Naviglio Grande

Milánó területét számos hajózható csatorna (naviglio) szeli át, amelyeket a 12–16. században építettek, hogy biztosítsák a város összeköttetését az Addával, valamint a Ticinóval. E csatornáknak fontos szerepük volt a gazdasági életben: a milánói dóm építéséhez szükséges márványtól kezdve a Corriere della Sera nyomdagépeinek szállításáig. Nagyrészüket a 19. században, a vasút és a villamos elterjedésével befedték vagy feltöltötték.
Az első csatornát, a rómaiak által épített vizesárkot (Fosse Romana) a Seveso folyó vize táplálta.
A Fossa Interna (Belső csatorna) 1150-ben épült meg, szintén városvédelmi okokból.
Az első tulajdonképpeni csatornát 1179-ben kezdték el építeni. A Naviglio Grande több lépésben készült: először a Gaggiano folyóig, majd 1187-ig a Trezzanóig tartó szakasza, végül 1209-ben Milánót a Sant’Eustorgio-bazilika mellett érte el. A víz szabályozása érdekében a mai Via Arena mentén egyszerű zsiliprendszert építettek ki.
Milánó kikötője, a La Darsena, 1603-ban épült ki a Sant’Eustorgio-bazilika melletti tó helyén, amelybe a Naviglio Grande torkollott. Fénykorát a 19. században élte. A második világháború után veszítette el kereskedelmi szerepét, amikor a szállítás nagy része áthelyeződött a vasútra és a közútra.
A Naviglio Pavese Milánót kötötte össze Paviával, valamint a Ticino-folyóval. A 33 km hosszú csatornát 1564-ben kezdték el építeni, az 1960-as években lezárták. Napjainkban szanálásán dolgoznak, hiszen a csatorna része lenne egy Svájcot Velencével összekötő vízi útvonalnak.
A 38 km hosszú Naviglio Martesana vagy Naviglio Piccolo az Adda folyót köti össze Milánóval. Nagy része fedett. A korábbi századokban a város vizesárkát táplálta.
A Naviglio di Bereguardo 18 km hosszú és a várost köti össze a Ticinóval. Huszonnégy zsilip szabályozta a vizét, azonban csatlakozása a Ticinóval sosem készült el, ezért a hajókat és a bárkákat egy rövid távon a szárazföldön át kell vontatni a csatorna és a folyó között.
A mindössze 3 km hosszú Naviglio di Paderno a 16. században épült, hogy a hajósok elkerüljék az Adda-folyó gyors és veszélyes sodrású szakaszát.

## Története

### Ókor
Milánót a kelták egyik törzse, az insuberek alapították az i. e. 6. században etruszkok területen (Etruriában). Neve, az „utak kereszteződése” a kereskedelmi és hadiutak fontos csomópontjára utal. I. e. 222-ben elfoglalták a rómaiak, a terület romanizálódott az i. e. 1. században. Róma városának hanyatlásával a 4. században több császár székhelye volt.

### Középkor

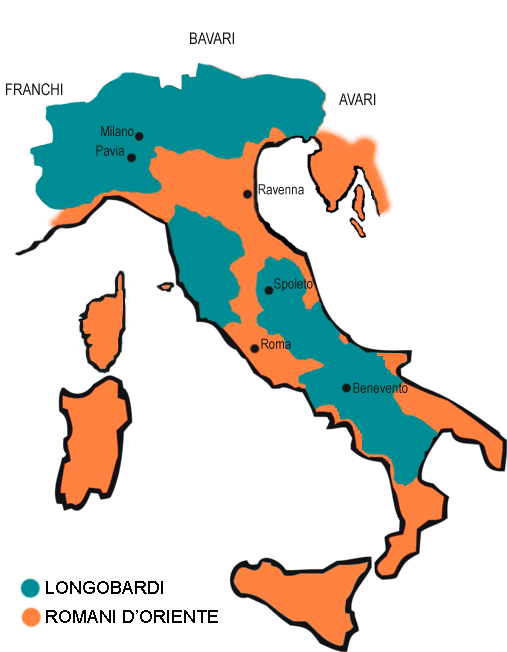
A Longobárd Királyság Alboin uralkodása idején

A népvándorlások korában, az 5. századtól kezdve germán törzsek sorozatos betörésére került sor. Elsőként az I. Alarik vezette nyugati gótok érkeztek, és arra kényszerítették Honorius császárt, hogy helyezze át a Nyugatrómai Birodalom fővárosát Ravennába, ami védhetőbb helyen feküdt, ugyanakkor közelebb is volt Bizánchoz. 407-ben Alarik seregei ismét kifosztották a várost. 452-ben az Attila vezette hun seregek pusztítottak a városban, majd 489 és 494 között a burgundok.
A 6. század közepén érkeztek Észak-Itáliába a longobárdok. Királyuk, Alboin 569-ben vonult be az elfoglalt városba. A városi nemesség, valamint a klérus nagy része ekkor Genovába menekült. A longobárdok az elszegényedett és lepusztult Milánó helyett Paviát tették meg új királyságuk (Langobardia Maior) fővárosának. Változás a város életében Authari király uralkodása idején (584–590) következett be, majd Teodolinda királynő alatt, akik felvették a keresztény vallást és nekiláttak az egyházi épületek felújításának, szabadon engedték a korábban bebörtönzött püspököket és papokat. 604 és 626 között, Agilulf uralkodása idején, Milánóba költözött át a királyi udvar. A 7. század közepén felújították a várost védő falakat, új kapukat és bástyákat emeltek, felújították a várost ellátó vízvezetéket.

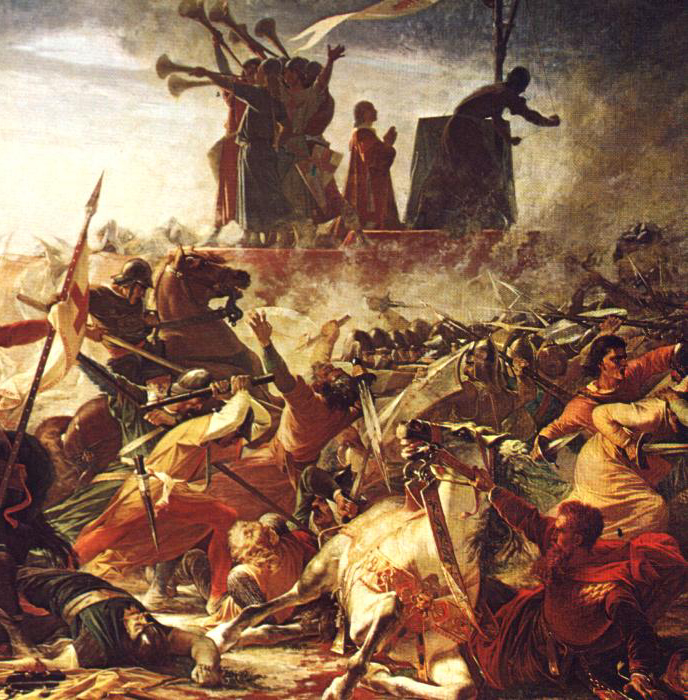
A legnanói csata (Amos Cassioli festménye)

A longobárd uralomnak csak 774-ben (paviai csata), Desiderius uralkodása idején szakadt vége, amikor Nagy Károly Pavia feladására kényszerítette a longobárd királyt és a pápa támogatásával a longobárdok királyává koronáztatta magát. A tartomány fővárosa a frank Karolingok uralkodása alatt továbbra is Pavia maradt. Az egyház befolyása erősödött, a püspökök mind nagyobb világi hatalomra tettek szert, a hercegségek helyébe pedig frank őrgrófságok és grófságok léptek. Ez időben alakult ki végleg Lombardiában a feudális társadalmi rend. Ebben az időszakban szakadtak el az észak-itáliai Longobárd Királyságtól a dél-itáliai hercegségek (Beneventói Hercegség, Capuai Hercegség, Salernói Hercegség). Az északi Longobárd Királyság hozzávetőleg azt a területet jelentette, mint a mai Lombardia, és Nagy Károly birodalmának felosztása után forma szerint a keleti frank, vagyis a későbbi német birodalomhoz tartozott. Ekkor jöttek létre Bergamo, Milánó, Brescia és Pavia grófságok, melyek az idők során erős városállamokká fejlődtek. I. Ottó német királyt 962-ben a pápa római császárrá koronázta, ennek köszönhetően a püspökök hatalma – főként a városokban – tovább erősödött. Milánó ismét vezető erő lett, Como is virágkorát élte, Pavia jelentősége ezzel szemben csökkent. III. Ottó idején úgy tűnt, hogy a német-római császárság álma szertefoszlott. Csak átmeneti eredményt jelentett utódjának, II. Henriknek 1004-ben Milánó fölött aratott győzelme, a városállamok nem békéltek meg a császári hatalommal. Az ezt követő időszakban a városállamok állandó csatározásokat folytattak egymással. Ellentétek alakultak ki a gazdag városi polgárság és a feudális nemesség között is.
1093-ban Milánó vezetésével létrejött a Lombard Liga (Societas Lombardiae), amelyet a pápa szintén támogatott, hiszen maga is évtizedes harcba keveredett a császárral, az ún. invesztitúraharcban. Ugyanabban az évben IV. Henrik császárt Veronában börtönbe vetették. Váltakozó sikerrel folytatta a harcot a városállamokkal szemben Barbarossa Frigyes császár is. 1158-ban legyőzte Milánót, 1162-ben fel is dúlta a várost. 1176-ban a legnanói csatában a lombard liga csapatai felülkerekedtek Frigyes seregein, és a császár 1183-ban a konstanzi békében kénytelen volt elismerni a lombard városok önkormányzatát. A 12. század elején Milánó hatalma megerősödött, a város arculata is megváltozott: ekkor épültek fel az új falak, valamint ekkor kövezték le az első utcákat. A városok erejét azonban aláaknázta a továbbra is fennálló ellentét a polgárság (civesek) és a nemesség között. II. Frigyes császár ezért tudott Cortenuovánál, 1237-ben ismét győzelmet aratni. Ezt követően megint kiéleződtek az ellentétek a császárok és pápák között. Az invesztitúraharcok idején kialakult a guelfek (vagyis a pápapártiak) és a ghibellinek (a császárpártiak) csoportja. A guelf Martino della Torre Milánó urává lett, Veronában és a Garda-tó környékén pedig 1260-ban a Scaligeri-család került hatalomra. A Della Torrék 1268-ban uralmukat több más városra, így Comóra, Bergamóra és Bresciára is kiterjesztették.

### A Viscontiak és a Sforzák

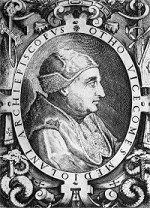
Ottone Visconti

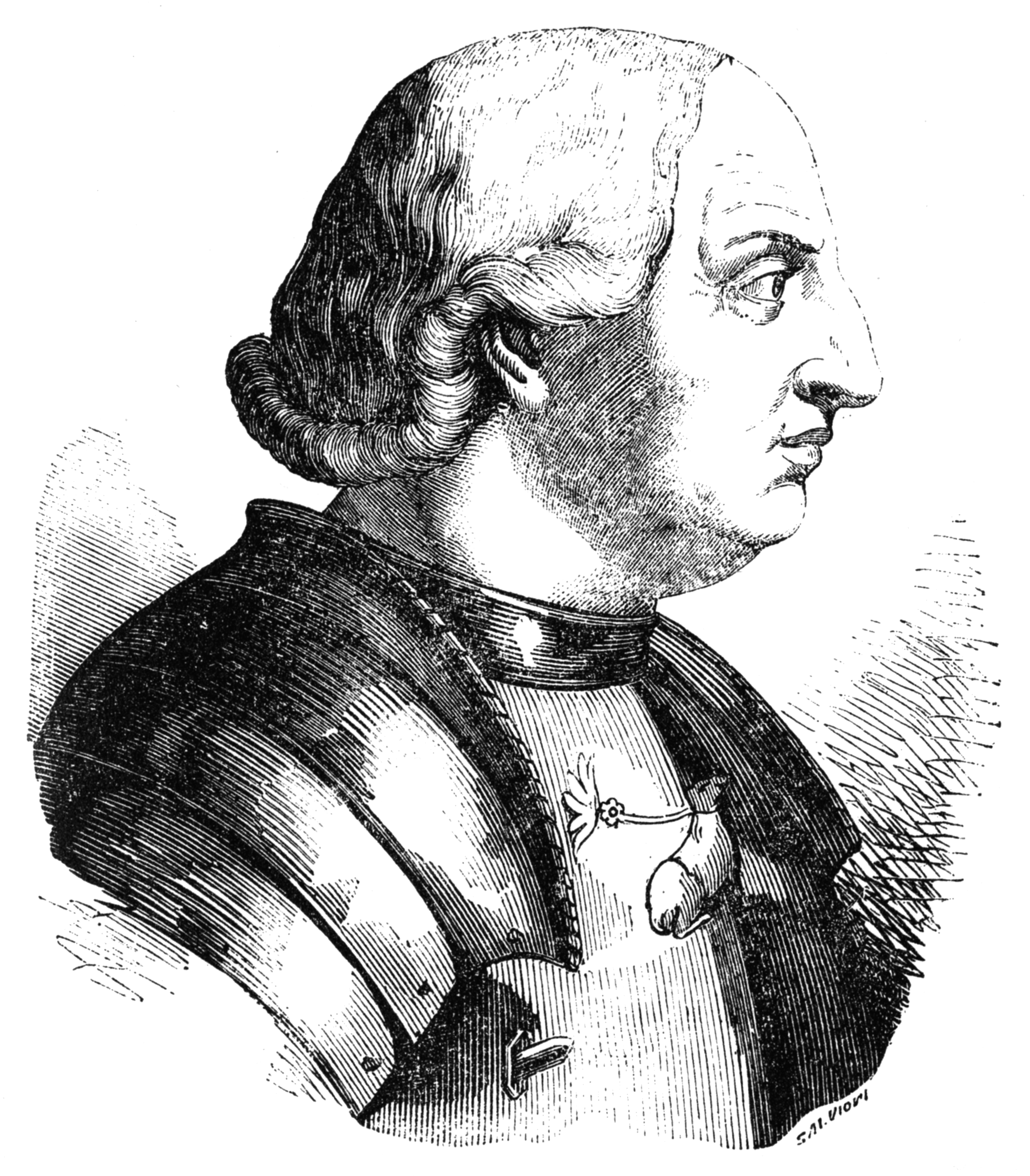
Francesco Sforza

1277-ben a Milánó és Como között vívott desiói ütközetben Ottone Visconti döntő győzelmet aratott a Della Torrékon, ezzel családja számára gyakorlatilag egész Lombardia fölött megszerezte az uralmat, és mintegy két évszázadra Itália egyik leghatalmasabb államának vetette meg az alapját. 1300-tól kezdődően a Viscontiak ellenőrzésük alá vonták a környező városokat is: Bergamo és Novara 1332-ben, Cremona 1334-ben, Como és Lodi 1335-ben, Piacenza 1336-ban és Brescia 1337-ben. 1387-ben Gian Galeazzo Visconti a Scala-nemzetség veronai uralmát is megdöntötte. Firenze felé indult, de mielőtt megtámadta volna, 1402-ben meghalt. Utódja, Filippo Maria Visconti herceg alatt, 1408-ban, Verona Velencéhez került, sőt 1428-ban Filippo Maria Velence javára kénytelen volt lemondani Bergamóról és Bresciáról is. A Viscontiak hatalma 1450-ig tartott, amikor Milánót a Sforzák ragadták magukhoz. A Viscontiak Milánó fénykorát teremtették meg. Azzone Visconti udvarába hívta Giottót; Gian Galeazzo – aki hercegi címet vett fel – megvetette a milánói dóm és a paviai Certosa di San Martino kolostor alapját. Milánó számos új világi épülettel is gyarapodott. A firenzei reneszánsz erős hatást gyakorolt a város művészetére.
Francesco Sforza (a családnév a. m. Törekvő, stréber és még Francesco apja vette fel) úgy vált Milánó urává, hogy feleségül vette az utolsó Visconti herceg lányát. E család fennhatósága idején Milánó napja leáldozott. Ő rendelte el az egykori Porta Giovia helyén a Castello Sforzesco építését. Ludovico Sforza herceg, aki az Il Moro (a Fekete) ragadványnevet viselte, 1494-ben vereséget szenvedeti városával a Nápolyi Királyság meghódítására az országába behatoló VIII. Károly francia királytól. 1499-ben XII. Lajos, aki anyai ágon Visconti-leszármazott volt, ezen a címen igényt tartott Milánóra. XII. Károly elfogatta Ludovico Sforzát, és haláláig börtönben tartotta. 1512-ben Ludovico fia, Massimiliano svájci zsoldosok támogatásával került vissza rövid időre Milánó trónjára, cserébe több tartományát át kellett engednie a kantonok szövetségének. A hatalmat a polgárság vette át. A republikánus éveknek 1515-ben I. Ferenc francia király hadjárata vetett véget, aki a Milánótól délkeletre fekvő Marignano melletti csatában aratott győzelmével harmadszor is a franciáknak szerezte meg a várost.

### Spanyol és osztrák fennhatóság alatt

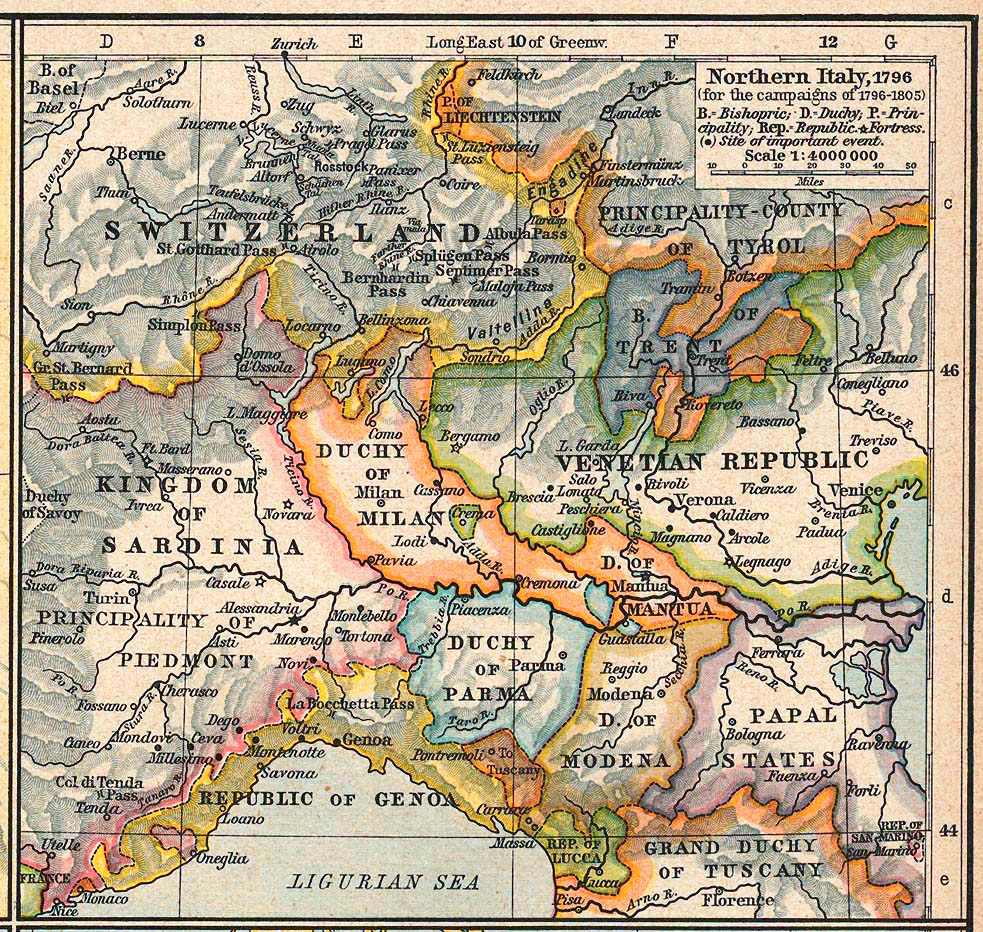
Észak-Itália, 1796-ban

V. Károly német-római császár, aki egyúttal spanyol király is volt, ugyancsak örökösödés címén formált jogot Lombardiára, és 1525-ben Pavia mellett győzelmet aratott I. Ferenc fölött. Seregeivel azután Róma felé vonult tovább és 1527-ben feldúlta az Örök Várost (l’Urbe). Hatalmát itt nem tudta megtartani, de Lombardia a Spanyolországban uralkodó Habsburgok kezében maradt. II. Francesco Sforza, az utolsó Sforza herceg ugyan névleg még tíz évig a város kormányzója volt, de ez Milánó helyzetén mit sem változtatott. A spanyol uralom mind Lombardiában, mind Itália egyéb államaiban a stagnálás és a visszaesés időszakát jelentette, noha erre az időre esik a kiváló Carlo Borromeo milánói érsek korszaka is (1538 –1584, halála után szentté avatták). Észak-Itália államai gazdasági hanyatlásban voltak, hiszen az Európán kívüli területek felfedezése, a gyarmatosítás kezdete miatt a vidék kiesett a kereskedelmi forgalom fő irányából. Lombardia területe is csökkent, ez idő tájt került a Luganói-tó csaknem egész terjedelmében és a Lago Maggiore északi része Svájc birtokába. A Lombardiától nyugatra eső Piemont a Ticino folyóig terjeszkedett, kelet felé az Oglio alkotta a határt Velencével, délen pedig a Pó folyó választotta el a Parmai Hercegségtől. A spanyol udvar kormányzó és helyi szenátus útján gyakorolta hatalmát Lombardia fölött.
A spanyol örökösödési háború (1701–1713) után az utrechti békeszerződésben Lombardiát az osztrák Habsburgok kapták meg, akik ismét létrehozták a Milánói Hercegséget. A lengyel örökösödési háború folyamán 1734-ben a franciákkal szövetséges piemonti és spanyol csapatok szállták meg, de az 1738-ban megkötött bécsi béke visszaadta a Habsburgoknak. Mária Terézia uralkodása idején viszonylagos nyugalom uralkodott Lombardiában. Ebben az időszakban alapították meg a Brera-palotában a Szépművészeti Akadémiát (1776), valamint a Scala operaházat (1778). II. Józsefnek, a magyarok kalapos királyának uralkodása alatt itt is megerősödtek a felvilágosult abszolutizmus reformjai
A század utolsó évtizedében a francia forradalom éreztette hatását, majd 1796-ban Bonaparte tábornok bevonult a városba és megszüntette a Habsburg-uralmat. A Campo Formió-i békeszerződés értelmében Lombardiát a Francia Köztársasághoz csatolták. A lakosság nagy örömmel fogadta Bonaparte tábornokot, akit a felvilágosodás és a demokratikus reformok megtestesítőjének tartottak. 1797-ben a Direktórium létrehozta a Ciszalpin Köztársaságot, ezt követően, 1799-ben a Habsburgok újabb kísérletet tettek visszaszerzésére. 1800-ban Napóleon jelentős győzelmet aratott Marengónál, és visszaállította a korábbi status quót. 1802-ben Bonaparte megszüntette a Alpokon inneni köztársaságot, és létrehozta az észak- és középolasz köztársaságot, amelynek elnöke ő maga lett. Francia császárrá koronázása után átalakította Itáliai Királysággá, és kikiáltatta magát annak uralkodójává. 1805-ben a Milánó melletti Monzában Lombardia ősi vaskoronájával Itália királyává is koronázták.
Napóleon bukása után, 1814-ben a bécsi kongresszus az Osztrák Császárság fennhatóságát ismerte el Lombardia felett (Lombard–Velencei Királyság), ami a helyiekből erős ellenérzéseket váltott ki. Milánóban a francia császár bukása után is tovább éltek a liberális eszmék, amelyek összeférhetetlenek voltak a bécsi udvar abszolutista törekvéseivel.

### A 19. század

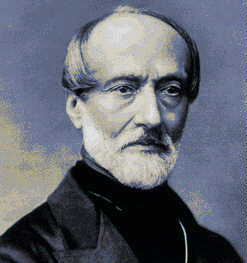
Giuseppe Mazzini

Napóleon bukása után reformjai és liberális eszméi továbbéltek a városban. A Habsburg-kormányzat  hatalmas adói ellehetetlenítették a helyi gazdaságot, ez a lakosság köreiben mély ellenérzéseket váltott ki az abszolutista hatalommal szemben. Megkezdődött a risorgimento, az olaszok szabadságmozgalma. 1832-ben Giuseppe Mazzini titkos köztársasági szövetséget alapított, ekkor azonban még a mérsékeltebb monarchikus-liberális piemonti Camillo Cavour gróf eszméi voltak előtérben. Liberális irányzat kerekedett felül a Piemontban is, ahová Napóleon bukása után a korábbi uralom tért vissza; Károly Albert király 1848-ban területének új, korszerű alkotmányt adott. Ugyanebben az esztendőben, a forradalmak évében itt is kitört a revolúció, Milánóban öt napig tartott (Cinque giornate), és célja a Habsburgok elűzése volt. Károly Albert 1848-ban hadat üzent Ausztriának, de a harcokban alulmaradt a Radetzky marsall vezette seregekkel szemben. A szabadságmozgalom élén továbbra is Piemont járt. Károly Albert lemondott az uralkodásról fia, II. Viktor Emánuel javára, a miniszterelnök pedig Cavour lett. Cavour szövetséget kötött Franciaországgal. 1859-ben az osztrák seregek a Milánó melletti Magentánál, majd a Garda-tótól délre fekvő Solferinónál elszenvedett vereségük után lemondtak Lombardiáról a Szárd-Piemonti Királyság javára. 1861-ig Giuseppe Garibaldi vezetésével Itália területének legnagyobb része felszabadult az idegen uralom alól, II. Viktor Emánuelt Olaszország királyává kiáltották ki. 1866-ban hozzácsatolták Velencét, majd 1870-ben – a franciák kivonulása után – Rómát is. Mivel az egyesített Olasz Királyság fővárosa egyértelműen Róma kellett legyen, Milánó központi szerepet kapott a gazdasági-kereskedelmi életben.

### A 20. század első fele
1889-ben Milánóban épült meg Európa első nagy áruháza, amely az Alle città d’Italia (Itália városaihoz) nevet kapta. Az áruház 1918-ban leégett, de gyorsan újjáépítették és ekkor Gabriele d’Annunzio költő javaslatára átkeresztelték La Rinascente (Az újjászületett) névre.
1902-ben alapították meg a városban a gazdasági és kereskedelmi iskolát, amely hamarosan Olaszország legrangosabb kereskedelmi főiskolájává fejlődött.
1906-ban a városban Nemzetközi Kiállítást rendeztek, ekkor alakították ki a Castello Sforzesco mögötti Parco Sempionét, valamint ekkor épült fel a vásárváros (Fiera Campionaria di Milano). A századelőn Milánó az olasz szocialisták legfontosabb bázisa volt, itt jelent meg napilapjuk, az Avanti! is. Művészeti téren az olasz futurizmus fellegvára volt. 1914-ben a városban adták ki Benito Mussolini lapját, az Il Popolo d’Italiát.
Az első világháború során a hadiipar egyik fontos központja volt. A várost mindössze egyszer, 1918. február 14-én bombázta az osztrák légierő, a támadás 18 halálos áldozatot követelt.
A két világháború között, a gyors iparosodásnak köszönhetően rohamosan nőtt a város népessége: míg 1881-ben 320 ezer lakosa volt, az 1920-as évek közepén meghaladta az 1 milliót. Ebben az időben már hatalmas szakadék tátongott az ország gazdaságilag elmaradott déli része, valamint az iparosodott észak között, így jelentős bevándorlási hullám indult meg délről az észak-olasz nagyvárosok felé. Az ipari üzemek a munkásosztály erősödéséhez vezettek, ami a fasiszták és a szocialisták közötti ellentét erősödéséhez vezetett. Ennek következtében 1919. április 15-én felgyújtották az Avanti! székházát. 1921. március 23-án Giuseppe Mariani, Giuseppe Boldrini és Ettore Aguggini anarchisták bombatámadást intéztek a Teatro Diana ellen, ami 21 halálos áldozatot követelt és több mint 50 sebesült is volt.
1923-ban Milánóhoz csatolták Lambrate, Greco, Affori, Baggio, Gorla, Precotto, Musocco, Niguarda, Trenno, Chiaravalle, Crescenzago, Vigentino környező kisebb településeket.
1924-ben itt jelent meg az első olasz kommunista napilap, a L’Unità.
A második világháborút megelőző fasiszta uralom idején Milánóban, akárcsak az összes többi olasz nagyvárosban nagyszabású építkezésekbe kezdtek: a főpályaudvar grandiózus épülettömbje, a Planetárium, valamint a Linate repülőtér melletti mesterséges tó hidroplánok fogadására (Idroscalo).
A második világháború során a várost többször is bombázták a szövetségesek. 1943 szeptemberében Észak-Olaszországot elfoglalták a németek, akikkel számos helyi partizánalakulat vette fel a harcot. Milánót végül 1945. április 25-én szabadították fel a szövetséges csapatok. Ezt a napot ünnepnappá nyilvánították (Festa Nazionale della Liberazione). 1945. április 29-én kivégzett fasiszták holttestét akasztották fel fejjel lefelé a Piazzale Loretón, köztük Mussoliniét és élettársáét, Clara Petacciét.

### A második világháború után

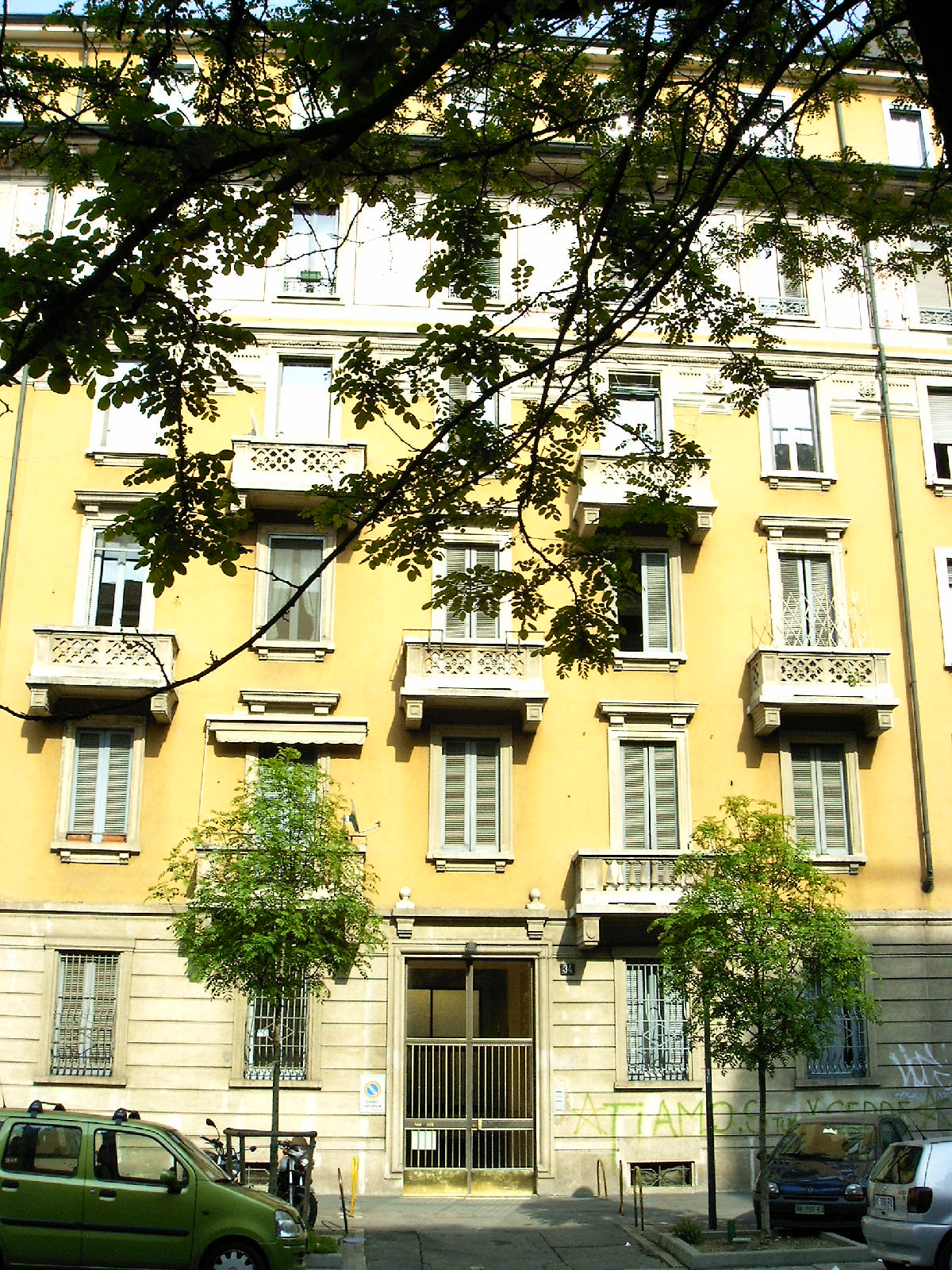
Silvio Berlusconi szülőháza

A második világháború romjainak eltüntetése gyors ütemben haladt: 1946. május 11-én megnyitotta kapuit a Scala is. A város képe azonban megváltozott, megépültek a város sugárútjai, felépültek az első felhőkarcolók (a Pirelli-toronyház és a Velasca-toronyház). Az ipar gyors ütemben fejlődött, amihez hozzájárultak a Pó-síkságon feltárt első földgáztelepek is. Torino, Genova és Milánó lettek Olaszország gazdasági életének vezető települései, az általuk határolt vidék lett az ország ipari háromszöge. A gyors ipari fejlődésnek köszönhetően a város népessége is gyors ütemben növekedett, rengeteg dél-olaszországi lakos települt a városba illetve a környező településekre. A közlekedés könnyítése érdekében 1964-ben forgalomba állították az első metróvonalat.
1969. december 12-én súlyos terrortámadás színhelye volt a Piazza Fontana. Ezt két anarchista szervezte meg, akik ezáltal próbálták rávenni az olasz kormányt, hogy vezessen be szükségállapotot. Az anarchistákat a neonáci Ordine Nuovo egyesülettel hozták kapcsolatba. Ez egyike volt a legvéresebb összecsapásoknak olasz kommunisták és szélsőjobboldaliak között. 1969 őszén nagyszabású utcai tüntetésekre is sor került (autunno caldo, a. m. meleg ősz), amiket a helyi szakszervezetek rendeztek a munkakörülmények és a bérezési feltételek javítása érdekében.
A 20. század második felében Milánó a világ divatiparának egyik központjává vált.
A '80-as években megerősödött az Észak-Olaszország függetlenségéért harcoló mozgalom, Umberto Bossival, a Lombard Liga vezetőjével az élén. Azt sérelmezik, hogy a római kormány az észak-olasz régiókban beszedett adók túl nagy részét költi a sokkal szegényebb dél-olasz vidékek fejlesztésére és ezáltal az ő régiójuk gazdasági fejlődését gátolja.
1993. július 27-én a maffia egy öt halálos áldozatot követelő robbantást hajtott végre a városban. Ugyanabban az évben Marco Formentini személyében megválasztották a város első nem szocialista polgármesterét.
2001. október 8-án a Milánó-Linatei repülőtéren következett be Olaszország legsúlyosabb polgári légi katasztrófája: egy McDonnell Douglas MD-87 és egy Cessna Citation repülőgép összeütközése 118 emberéletet követelt. 2002. április 18-án egy kis magánrepülőgép ütközött a Pirelli-toronyházba, két emberéletet követelve.

## Népesség
Milánó lakossága 2008. január 1-jén 1 299 633 fő volt, ebből 615 581 férfi, 684 052 nő. A város népessége az utóbbi években hullámzik, és öregszik. A 2011-ben végzett népszámlálás alapján lakossága 1 245 660 fő,
A 2008-as adatok szerinti lakosság kor szerinti megoszlása:
- 0–14 év között: 159 612 fő (ebből 82 648 férfi, 76 964 nő)
- 15–64 év között: 829 385 fő (ebből 410 800 férfi, 418 585 nő)
- 65 év felett: 310 636 fő (ebből 122 133 férfi, 188 503 nő)

A nagyvárosi agglomerációban közel 3,1 millióan laknak, ennek legalább a 14,3%-a bevándorló. A legtöbben a Fülöp-szigetekről, Egyiptomból, Peruból, Kolumbiából, Kínából, Ecuadorból, Srí Lankáról és Romániából származnak.
A népesség számának alakulása (ezer főben):

## Politika
Milánót 1946–1993 között jellemzően baloldali polgármesterjelölt vezette, kereszténydemokrata többségű városvezetéssel. Ez idő alatt a polgármestert a képviselőtestület választotta meg.
1993 óta választható meg a polgármester közvetlenül. 1993 és 2011 között a jobbközép koalícióhoz (Északi Liga, Forza Italia) köthető jelöltek voltak polgármester. 2011 óta a balközép koalíció vezeti a várost.

## Közigazgatás
1999-ben a korábbi 20 zóna (körzet) helyett a következő 9 kerületet hozta létre a város vezetése:

Milánó kerületei

|               | Kerület                                                             | Terület (km²) | Városrészek |
| ------------- | ------------------------------------------------------------------- | ------------- | --- |
| I. kerület    | Centro Storico                                                      | 9,67          | Centro Storico, Piazza del Duomo, Porta Tenaglia, Porta Sempione / Arco della Pace, Chinatown, Giardini Pubblici, piazza della Repubblica, largo della Crocetta, via della Guastalla, Basilica di Sant’Ambrogio, San Vittore, Parco delle Basiliche, Carrobbio |
| II. kerület   | Stazione Centrale, Gorla, Turro, Precotto, Greco, Crescenzago       | 12,58         | Porta Nuova, Centrale, Ponte Seveso, Loreto, Maggiolina, Villaggio dei Giornalisti, Greco, Gorla, Turro, Precotto, Padova, Crescenzago, Adriano, Breda, Cassina di Pomm |
| III. kerület  | Porta Venezia, Città Studi, Lambrate                                | 14,23         | Porta Venezia, Porta Monforte, Città Studi, Lambrate, Parco Lambro, Ortica, Quartiere Feltre, Casoretto, via Corelli, Rottole, Cimiano, via Carnia, Naviglio della Martesana |
| IV. kerület   | Porta Vittoria, Porta Romana, Forlanini, Monlué, Rogoredo           | 20,95         | Porta Vittoria, Porta Romana, piazzale Libia, Cavriano, Calvairate, Monluè, Taliedo, La Trecca, Porto, Gamboloita, Nosedo, piazzale Corvetto, Rogoredo, Santa Giulia, Morsenchio, Forlanini, viale Omero, San Luigi, Ponte Lambro |
| V. kerület    | Porta Ticinese, Porta Lodovica, Vigentino, Chiaravalle, Gratosoglio | 29,87         | Porta Ticinese, Porta Lodovica, Vigentino, Chiaravalle, Gratosoglio, Porta Vigentina, Conchetta, parco Ravizza, piazza Ohm, via Ripamonti, Vigentino, viale Ortles, via Quaranta, Morivione, via Spaventa, Quartiere Stadera, Quartiere Torretta, via Meda, Conca Fallata, Vaiano Valle, Selvanesco, Casenuove, Macconago, Quintosole, Ronchetto delle Rane, Chiesa Rossa, Naviglio Pavese, Vettabbia, corso San Gottardo |
| VI. kerület   | Barona, Giambellino, Lorenteggio, Porta Genova                      | 18,28         | Porta Genova, Darsena, via Magolfa, via Solari, San Cristoforo, Moncucco, Lorenteggio, via Giambellino, Restocco Maroni, Ronchetto sul Naviglio, Boffalora, Cascina Bianca, Cascina Cantalupa, via Bisceglie, via Inganni, piazza Frattini, Naviglio Grande, Barona, via Santa Rita, viale Legioni Romane, via Foppa |
| VII. kerület  | Porta Vercellina, Baggio, San Siro, Forze Armate                    | 31,34         | Porta Vercellina, Baggio, San Siro, via delle Forze Armate, Porta Vercellina, piazzale Aquileia, piazza Piemonte, via Washington, via Marghera, piazzale Brescia, piazzale Siena, via Saint Bon, Ospedale San Carlo, via Valsesia, Quinto Romano, Quarto Cagnino, piazzale Selinunte, Figino, Assiano, Muggiano, via Novara, via Marx, via Bellaria, via degli Ippodromi                                                  |
| VIII. kerület | Porta Volta, Fiera, Gallaratese, Quarto Oggiaro                     | 23,72         | Porta Volta, Fiera, Gallaratese, Quarto Oggiaro, corso Sempione, Bullona, Cimitero Monumentale, Porta Garibaldi, via Cenisio, via Paolo Sarpi, Ghisolfa, Cagnola, Il Portello, Monte Stella, Boldinasco, Q.T.8, piazza Bonola, via Ghisallo, Trenno, Lampugnano, San Leonardo, piazzale Accursio, Musocco, Porta Volta, Villapizzone, Garegnano e Certosa di Garegnano, Vialba, Quarto Oggiaro, Belgioioso, Roserio       |
| IX. kerület   | Affori, Porta Nuova, Niguarda, Bovisa, Fulvio Testi                 | 21,12         | Affori, Porta Nuova, Niguarda, Bovisa, viale Fulvio Testi, Centro Direzionale, via Melchiorre Gioia, L'Isola, viale Zara, via Lancetti (Dogana), via Farini, Bovisasca, Dergano, Derganino, Montalbino, Prato Centenaro, Cà Granda, Comasina, Segnano, Bicocca, Stazione di Milano Greco Pirelli, viale Sarca, viale Fermi, via Astesani, piazzale Maciachini, Bruzzano, Parco Nord, via Seveso                           |
|               | Összesen                                                            | 181,76        | |

### Grande Milano
A milánói metropoliszövezet, azaz Grande Milano (Nagy Milánó) a város körüli agglomerációs zóna megnevezése. Csupán statisztikai szempontból jelentős, külön adminisztratív funkciói nincsenek. Az olasz statisztikai hivatal, az ISTAT szerint 115 község (comune) alkotja. Ezek össznépessége kb. 3,1 millió, aminek 29%-át maga Milánó adja, az övezet területe pedig 2540 km². Ezáltal Olaszország legnagyobb agglomerációs övezete, megelőzve Nápolyt és Rómát. Az OECD definíciója szerint ez az övezet kiterjed Milánó, Bergamo, Como, Lecco, Lodi, Monza, Pavia és Varese lombardiai megyék területére, valamint a piemonti Novara megye, ezáltal az övezet lakossága 7,4 millió fő, területe pedig 12 000 km². A milánói metropoliszövezet része az Európai Unió úgynevezett kék banán övezetének, amely félkörívben összeköti Londont az észak-olasz nagyvárossal. Más definíciók szerint az európai napfény-öv része, amely Milánótól húzódik a spanyolországi Valencia városáig, ugyanakkor az európai ipari pentagramma egyik sarka Párizs, London, Hamburg és München mellett.

## Látnivalók
Milánó látnivalóinak nagy része az egykori városfal helyén levő körút által határolt részen (Centro storico) található, ennek központja a Piazza del Duomo (Dóm tér (Milánó)). A Santa Maria delle Grazie-templom Milánó egyik leghíresebb szentélye, amely 1980 óta szerepel az UNESCO világörökség listáján. A templomban található az Utolsó vacsora című falfestmény, Leonardo da Vinci egyik legismertebb alkotása.

### A Piazza del Duomo és környéke

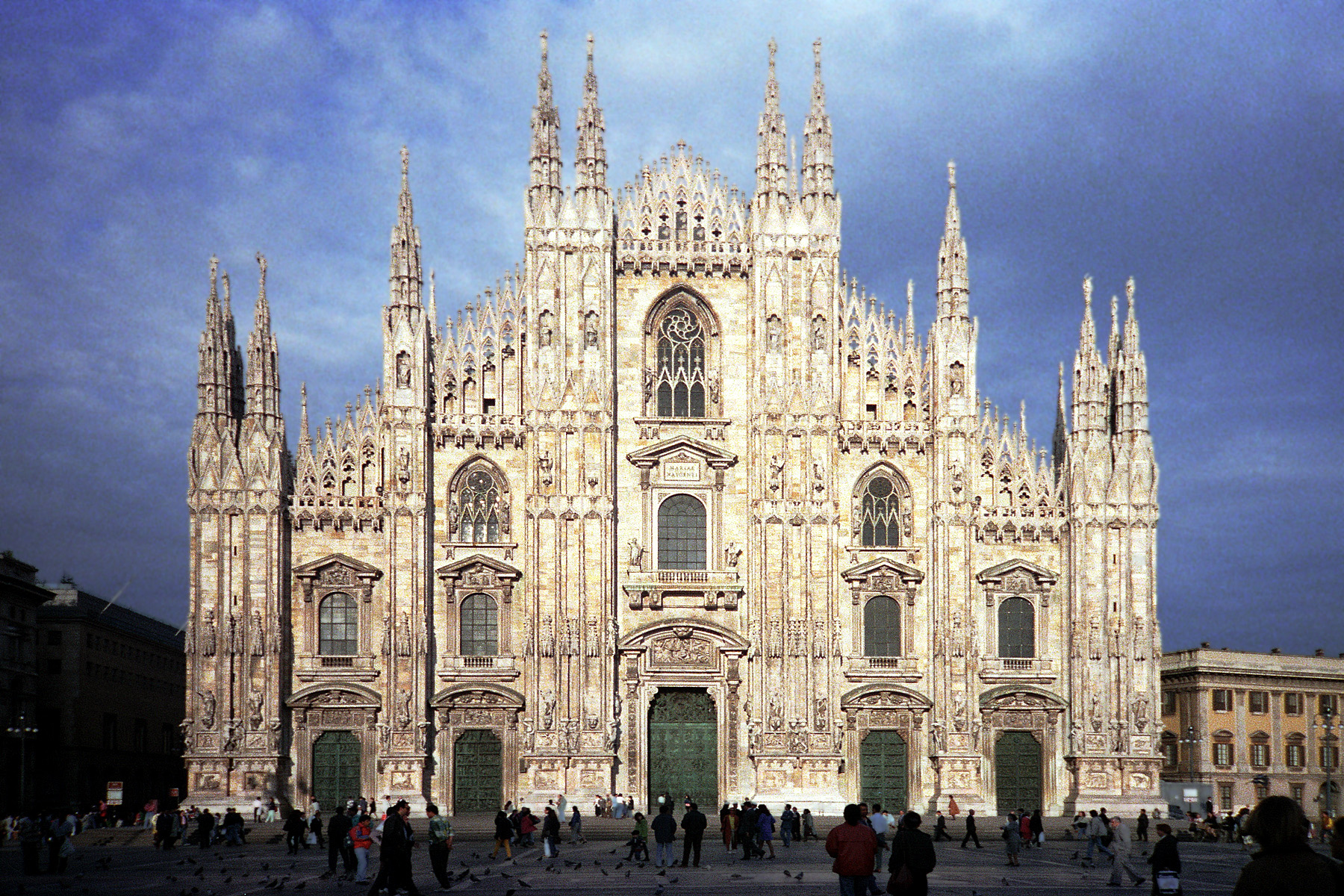
A milánói dóm főhomlokzata

A Piazza del Duomo (Dóm tér (Milánó)) a metropolisz szíve és egyben geometriai középpontja, amit a dóm hatalmas tömege ural. A korábbi évszázadokban szegényes épületek sokasága vette körül, hiszen a város korábbi központja a mindössze száz méterrel távolabb fekvő Piazza dei Mercanti volt. Vincenzo Seregni már a 16. században át akarta alakítani a teret, azaz le akarta bontatni a szegényes lakóházakat és pompás palotákat szeretett volna helyettük építtetni. Álma azonban nem valósult meg, akárcsak Napóleoné, aki 1807-ben ambiciózus tervek alapján szintén újra akarta rendezni Milánó központját. A teret végül 1862–1878 között építették át Giuseppe Mengoni építész díjnyertes pályázata alapján. A villamosokat 1929-ben eltérítették, így a tér elnyerte mai formáját. Legfőbb látnivalói:
- Dóm – az egész teret uraló építmény az olasz gótika egyik mesterműve és a város egyik legfőbb látványossága
- II. Viktor Emánuel lovasszobra – 1896-ban állították fel
- Galleria Vittorio Emanuele II – passzázs az északi oldalon, amely összeköti a Piazza del Duomót a Piazza della Scalával
- San Raffaele-templom – a dómtól északra nyíló kis utcában áll
- Palazzo Reale – a királyi palota a dómtól délre áll és közrefogja a Piazzetta già Reali nevű terecskét
- Palazzo Arcivescovile – a dóm délkeleti oldalán áll.

### A Piazza della Scala és környéke

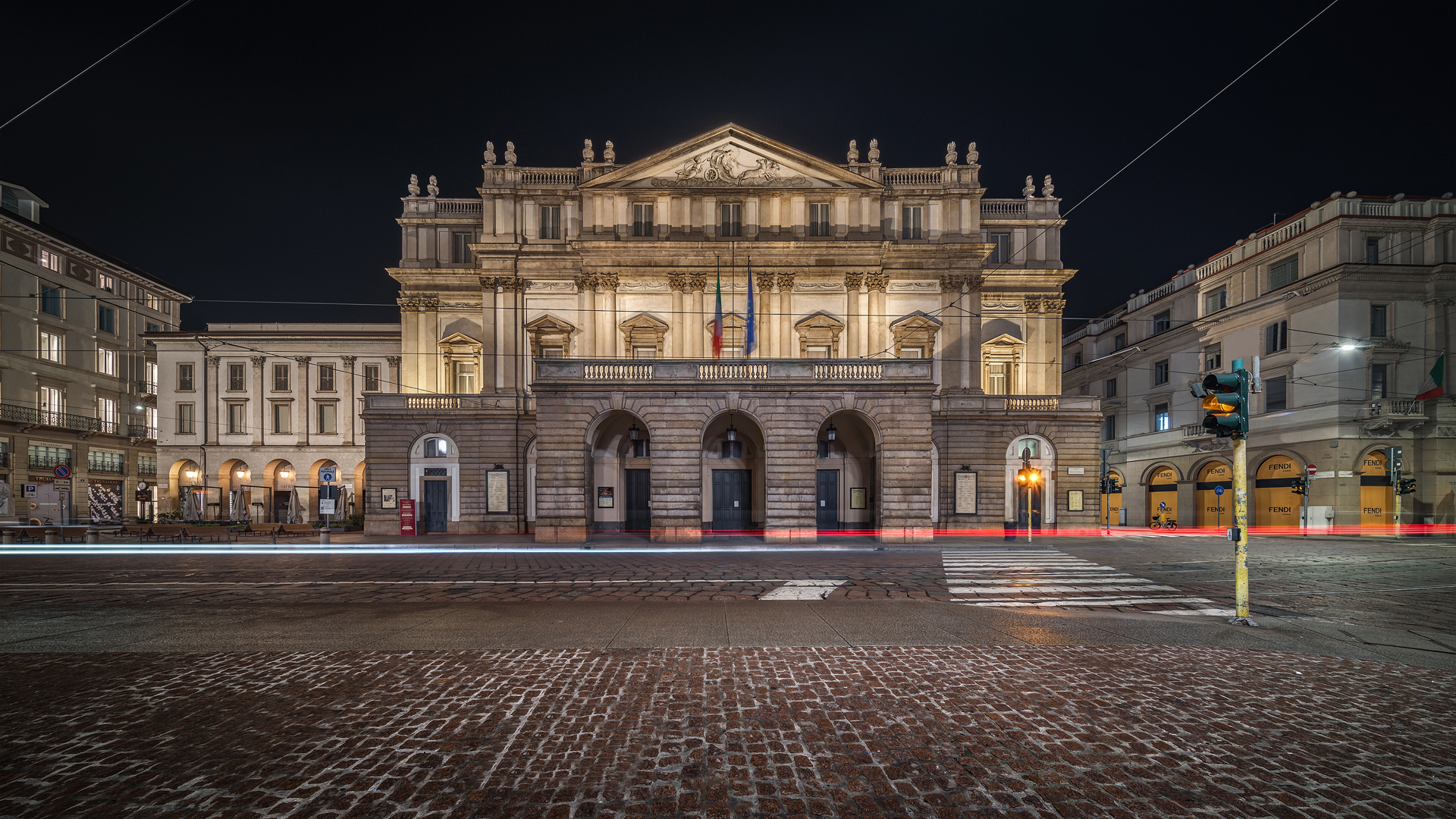
Teatro alla Scala

A Piazza della Scala nevét az itt álló világhírű operaház, a Teatro alla Scala után kapta. A teret a Galleria Vittorio Emmanuele II passzázs köti össze a Piazza del Duomóval. A teret Leonardo da Vinci szobra díszíti. A térről keleti irányban induló Via Case Rotte vezet a kis Piazza San Fedelére, majd innen a Via Omenoni vezet tovább a Piazza Belgioiosóra. A tér legfőbb látnivalói:
- Teatro alla Scala – a világhírű operaház
- Leonardo da Vinci szobra – 1872-ben alkotta meg Pietro Magni, olasz szobrász. A talapzatának négy sarkában Leonardo legkiválóbb milánói tanítványai: Cesare da Sesto, Andrea Salaino, Giovanni Boltraffio és Marco d’Oggiono szobra áll.
- Palazzo Marino – Tommaso Marino genovai kereskedő építtette a 16. század közepén a tér délkeleti oldalán
- San Fedele-templom – A Palazzo Marino mögötti terecskén, a Piazza San Fedelén áll.
- Casa degli Omenoni – a Piazza Belgioioso sarkán álló, 1573-ban épült palota
- Casa Manzoni – ebben a házban élte le életének utolsó éveit Alessandro Manzoni
- Palazzo Belgioioso – 18. század végén épült klasszicista palota az azonos nevű tér északnyugati oldalán
- Piazza Scala képtár, Piazza della Scala 6.

### A dómtól nyugatra

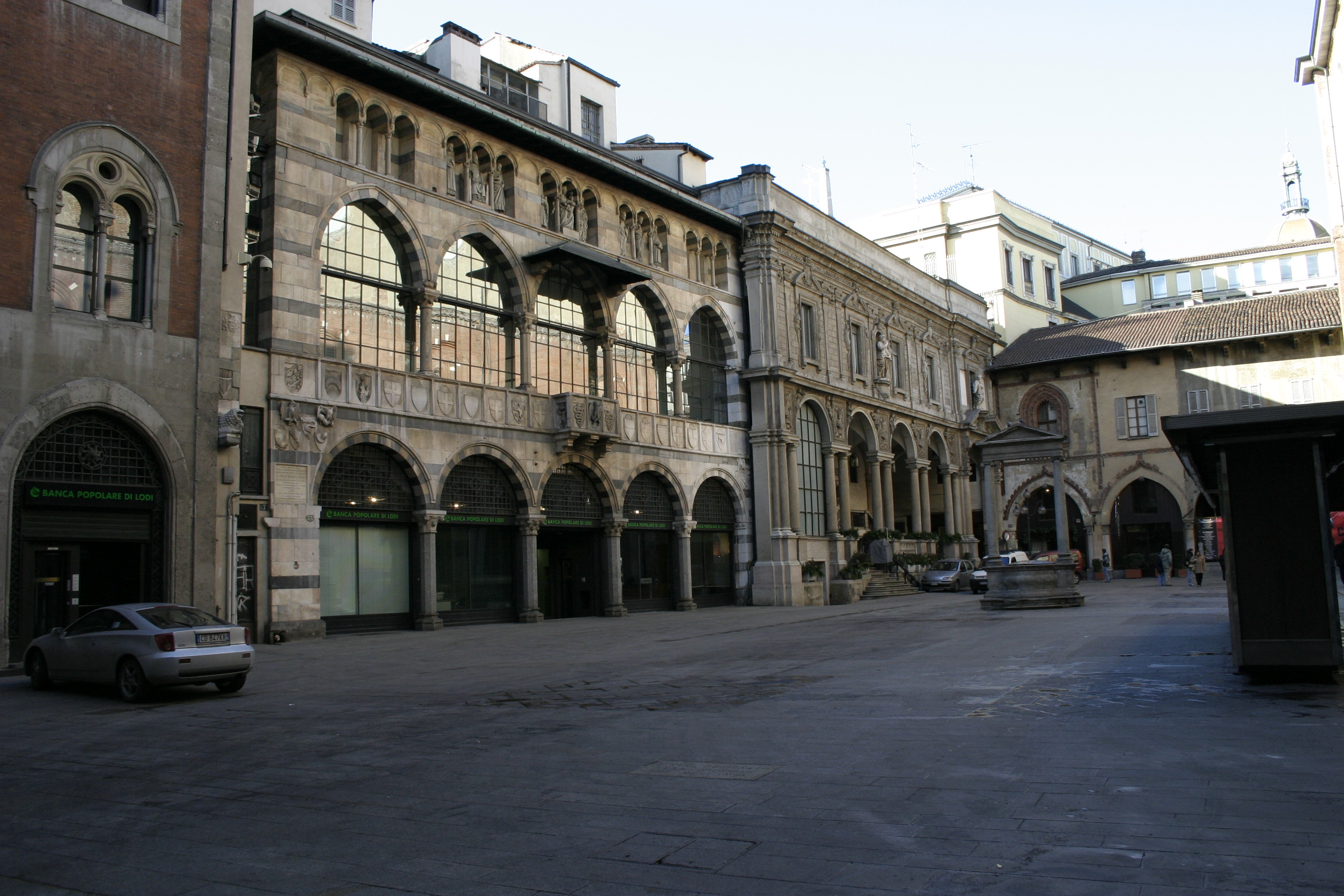
A Piazza dei Mercanti

A dómtól nyugatra található Milánó egyik legrégebbi tere, a Piazza dei Mercanti (Kereskedők tere), amely mindmáig megőrizte évszázadokkal ezelőtti jellegét. A térről a Via Mercanti vezet a Castello Sforzesco irányába. Főbb látnivalók a környéken:
- Palazzo della Ragione – a városi tanács egykori székhelye, 1228-ban építették
- Palazzo dei Notal – a 15. században épült késő gótikus stílusban a bírósági levéltár számára. Ebből azonban már csak a csúcsíves-árkádos loggia és egy díszes keretezésű csúcsíves ablak eredeti, mert a 17. században átépítették.
- Palazzo delle Scuole Palatine – 1645-ben építették a leégett Scuola dei Broletto helyére Carlo Buzzi tervei alapján. Földszintjén kettős oszlopok által tartott árkádok vannak.
- Loggia degli Osii – a város legszebb loggiasora, amelyet 1316-ban építettek.
- Palazzo dei Giureconsulti – 1562-ben épült a jogtudósok számára
- Palazzo Clerici – 18. századi patríciusház.

### A dómtól keletre

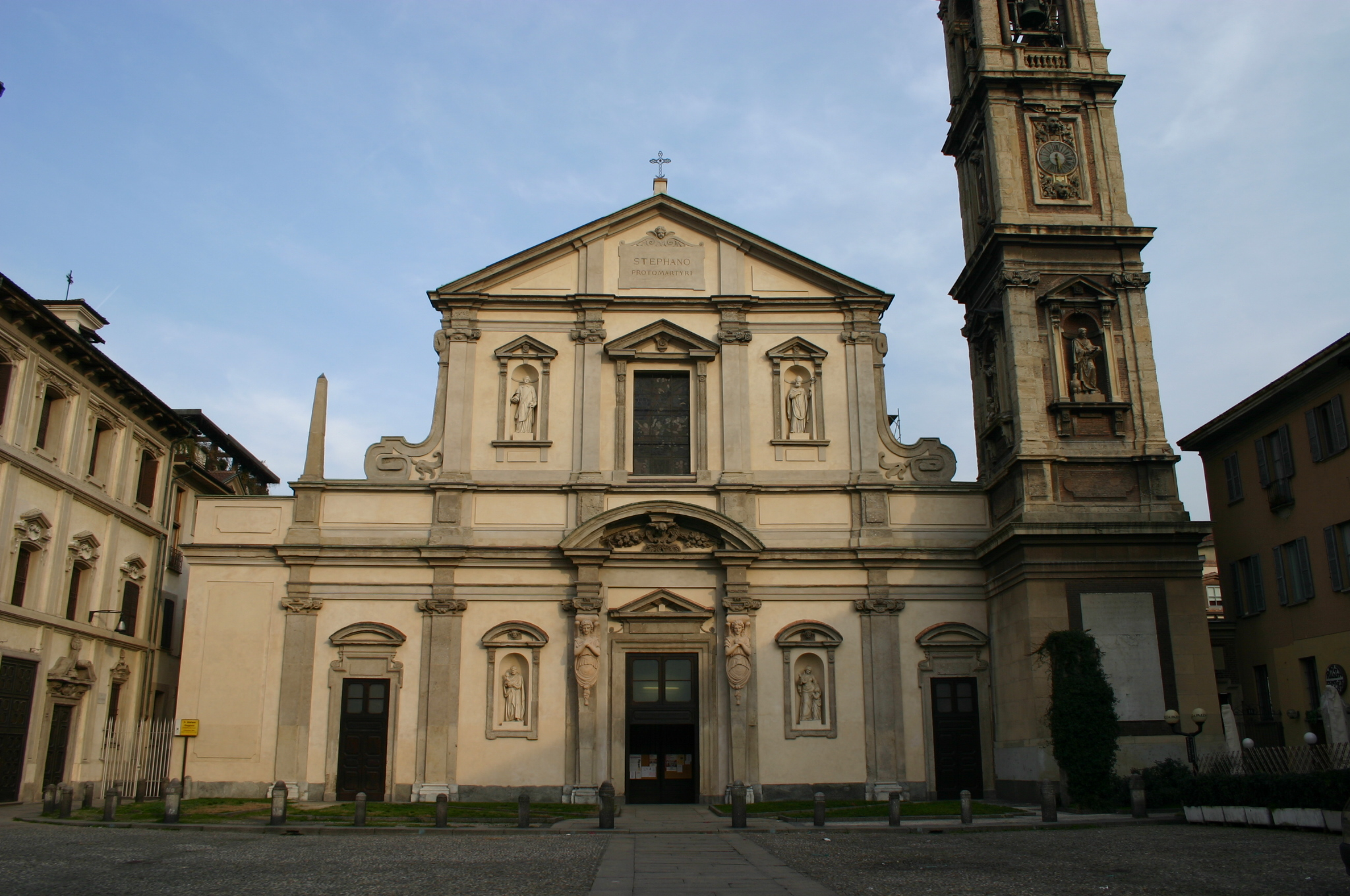
A Santo Stefano Maggiore

A dómtól keletre fekvő negyed központjai a hangulatos Piazza Fontana, Piazza Santo Stefano és Piazza San Nazaro in Brolo terek. A kis utcák által tagolt környék főbb látnivalói:
- Santo Stefano Maggiore-bazilika – eredete az 5. századig nyúlik vissza. Mai formáját a 16. század végén nyerte el.
- San Bernardino alle Ossa-templom – érdekessége egy ossz(u)árium, falait emberi csontokból összeállított dekoráció borítja.
- Colonna Verziere – barokk gránitoszlop, tetején márványból készült Krisztus-szoborral, az 1848-as forradalom áldozatainak emlékére
- Ospedale Maggiore – óriási kórház, 1457-ben Francesco Sforza alapította
- San Nazaro in Brolo-templom – helyén egy 4. századi bazilika állt, amely azonban leégett és 1075-ben előbb román, majd 1831-ben klasszicista stílusban újjáépítettek.
- Palazzo Sormani Andreani – 18. századi barokk nemesi palota
- San Pietro in Gessate-templom – a 15. században épült bencés szerzetesek számára
- Santa Maria della Passione-templom – 15. századi templom, érdekes, nyolcszögletű harangtoronnyal
- Conservatorio Giuseppe Verdi – az egykori lateráni kolostor, amelyet valószínűleg Solari tervezett a 16. században, kora reneszánsz stílusban. Az intézmény meglehetősen irónikusan Giuseppe Verdi nevét viseli, a fejlődő zeneszerzőt ugyanis elutasították jelentkezésekor.
- Monumento alle Cinque Giornate – az 1848-as forradalom hőseinek állít emléket
- Rotonda della Besana – itt volt a Sforza-kórház temetője, amit 1783-ban higiéniai okokból megszüntettek.

### A dómtól délre

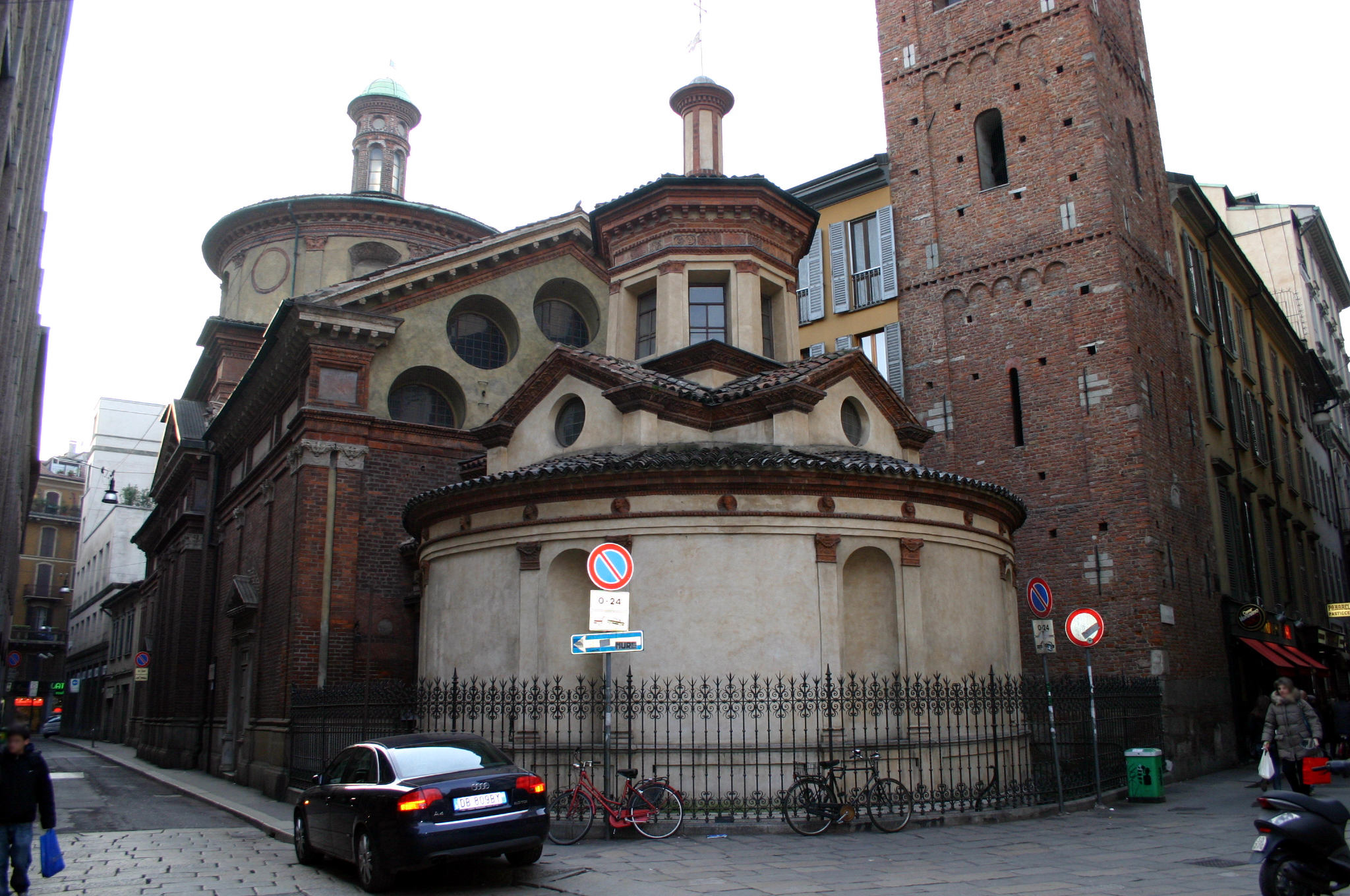
A San Satiro-bazilika

A Piazza del Duomótól délre a város egyik modern negyede alakult ki. Központjai a Piazza Diaz és a Piazza Missori. Fő közlekedési tengelye a dómtól induló Via Torino. A negyed főbb látnivalói:
- San Satiro-bazilika – a 876-ban alapított istenháza Milánó egyik legrégibbike. Reneszánsz külsejét Donato Bramanténak köszönheti.
- Palazzo dell’Ambrosiana – a Piazza San Sepolcro meghatározó épülete. Az Ambrosiana Könyvtárnak otthont adó palotát a 17. század elején építették barokk stílusban.
- San Sepolcro-templom – az 1040-ben alapított templom többszörös átépítés során nyerte el mai, román stílusjegyeket viselő formáját.
- A San Giovanni in Conca-templom romjai
- Sant’Alessandro in Zebedia-templom.
- Giuseppe Missori szobra – az azonos nevű téren áll, 1916-ban emelték
- Palazzo Trivulzio – 18. századi nemesi palota
- San Sebastiano-templom – a 16. században épült egy korábban elpusztult 9. századi templom helyén
- San Giorgio al Palazzo-templom – eredete a 7. századig nyúlik vissza, mai formáját azonban a 18–19. században nyerte el
- Palazzo Stampa di Soncino – 16. századi nemesi palota
- Circo Romano – az egykori mediolanumi aréna romjai.

### A Sant’Ambrogio-bazilika és környéke

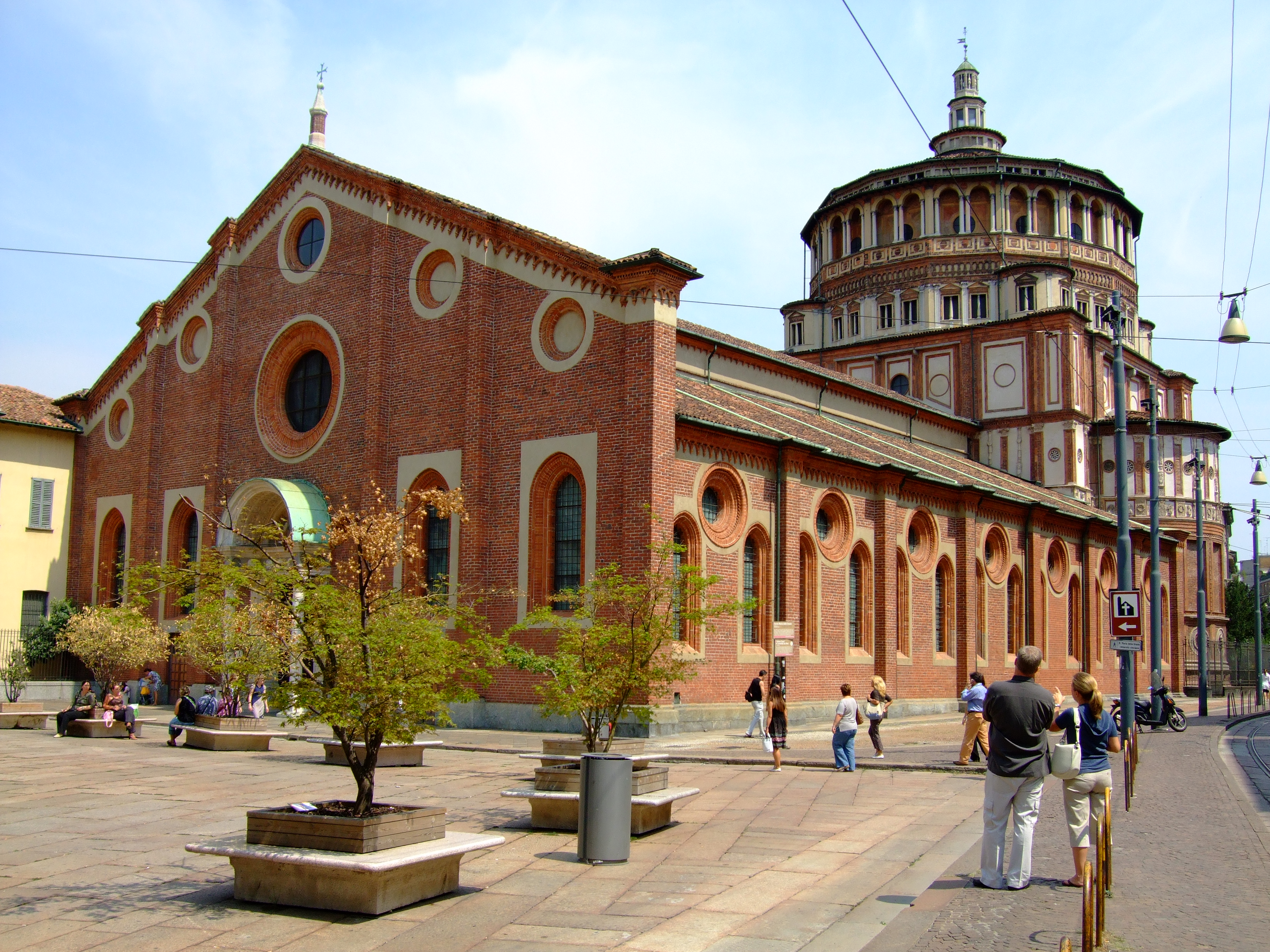
A Santa Maria delle Grazie-templom

A Sant’Ambrogio-bazilika az azonos nevű tér meghatározó épületegyüttese. Egyes feltevések szerint ezen a téren állt az egykori császári palota, ahonnan Nagy Konstantin kihirdette a vallások közötti békét szavatoló milánói ediktumot. A téren, a templom főhomlokzata előtt áll egy korinthoszi oszlop, a Colonna del Diavolo (Ördög oszlopa). Nevét onnan kapta, hogy a legendák szerint az ördög, mivel nem sikerült megkísértenie Szent Ambrust, haragjában szarvaival két mélyedést vágott bele. Ezen városrész fő közlekedési tengelye a Corso Magenta a belvárost köti össze az egykori városfalak helyén kiépült körúttal. Ennek fő látnivalója a Santa Maria delle Grazie-templom, Leonardo híres freskójával,  az Utolsó vacsorával. A környék látnivalói:
- Sant’Ambrogio-bazilika – a város legrégebbi temploma, Szent Ambrus, Milánó püspöke alapította 379 és 387 között.
- Tempio della Vittoria – az első világháborúban elesett milánóiak tiszteletére emelték, 1928-ban. A nyolcszögletű, márvány épületet árkádok veszik körül. Homlokzatát oszlopsor díszíti.
- Pusterla di Sant’Ambrogio – az egykori városfal egyik fennmaradt kapuja
- San Vittore al Corpo-bazilika – a bazilika állítólag ott épült fel, ahol Szent Viktor vértanút lefejezték
- San Maurizio al Monastero Maggiore-templom – a 9. században alapították bencés szerzetesek
- Palazzo Litta – a Corso Magenta egyik szép, rokokó palotája
- Santa Maria delle Grazie-templom – a 15. században épült templom fő látványossága Leonardo da Vinci híres freskója, Az utolsó vacsora.

### A Castello Sforzesco és környéke

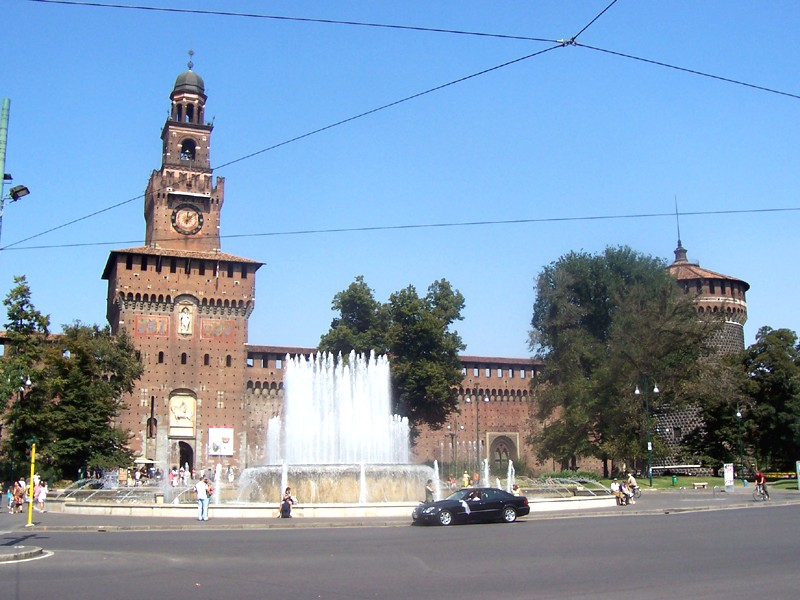
A Castello Sforzesco

A Castello Sforzesco a város egyik legjelentősebb építészeti alkotása, egykoron a milánói hercegek rezidenciája volt. A belváros nyugati részében áll, mögötte húzódik a város egyik legnagyobb parkja, a Parco Sempione. A Piazza del Duomóval a Via Dante köti össze. Fő látnivalók a környéken:
- Castello Sforzesco – a milánói hercegek rezidenciája
- Garibaldi-szobor – a kastély előtti tér közepén emelkedik, Eduardo Ximenez készítette 1895-ben
- Parco Sempione – a kastély mögötti hatalmas angol stílusú park
- Arco della Pace – a diadalívet Napóleon dicsőítésére építették 1807 és 1848 között.

### A Piazza Cavour és környéke

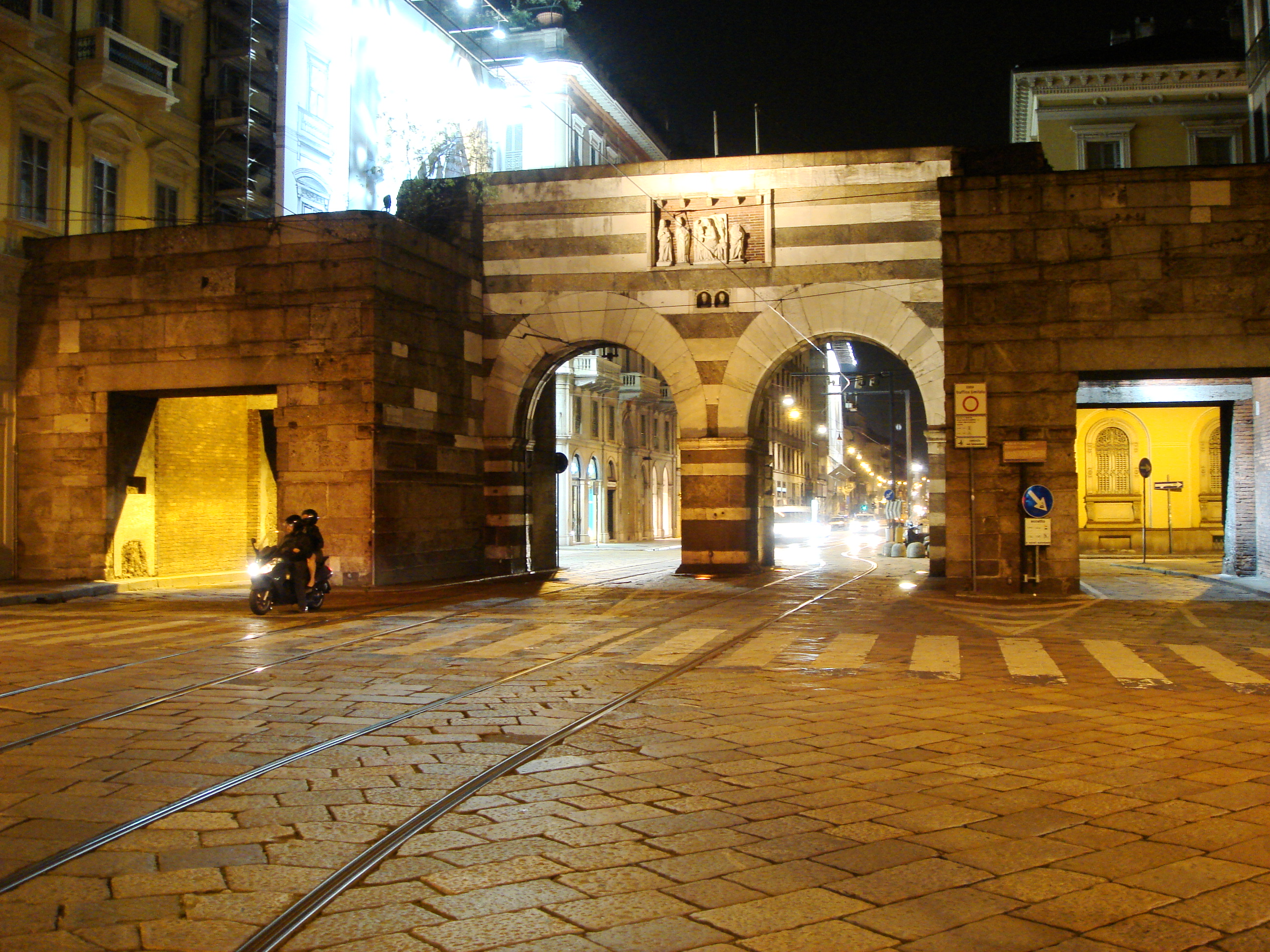
A Porta Nuova éjszakai kivilágításban

A Piazza Cavourt Milánó egyik legelegánsabb utcája, a Via Manzoni köti össze a Piazza del Duomóval, amely egyben a belváros közlekedésének egyik ütőere, ugyanakkor a bevásárlónegyed egyik központja. A híres divatboltok a Via Manzonira merőleges Via Montenapoleone mentén sorakoznak. A környék fő látnivalói:
- Palazzo Poldi Pezzoli – 17. századi klasszicista palota, amelyben az egykori tulajdonos által összegyűjtött műtárgyakból rendeztek be kiállítást.
- Palazzo Gallarati-Scotti – barokk stílusú palota, fő látnivalója az 1740-ből származó Tiepolo-freskó
- Porta Nuova – a város egykori védműveinek egyik fennmaradt kapuja
- Palazzo Bagatti Valsecchi – 19. századi palota
- Cavour szobra – az azonos nevű teret díszíti. 1865-ben alkotta meg Odoardo Tabacchi.
- Fontana di San Francesco-templom – 1927-ben építették Giannino Castiglioni tervei alapján. Szent Ferencet egy hallal és galambokkal való beszélgetés közben ábrázolja.
- Sant’Angelo-templom – a 16. században épült ferences szerzetesek számára
- San Marco-templom – a 13. században épült és a dóm után a város második legnagyobb temploma
- Palazzo di Brera – a barokk palota 1651-ben épült Francesco Maria Richini tervei alapján, ma a gazdag gyűjteménnyel rendelkező Brera-képtárnak ad otthont
- Palazzo dei Marchi – 18. századi palota, benne a risorgimento múzeuma kapott helyet
- Santa Maria del Carmine-templom – a 14. században épült a karmeliták számára
- San Simpliciano-bazilika – a templomot valószínűleg maga Szent Ambrus alapította a 4. században
- Santa Maria Incoronata-templom – késő gótikus, 15. században épült templom; a Sforza-család több síremlékét őrzi.

### A Giardini pubblici és környéke

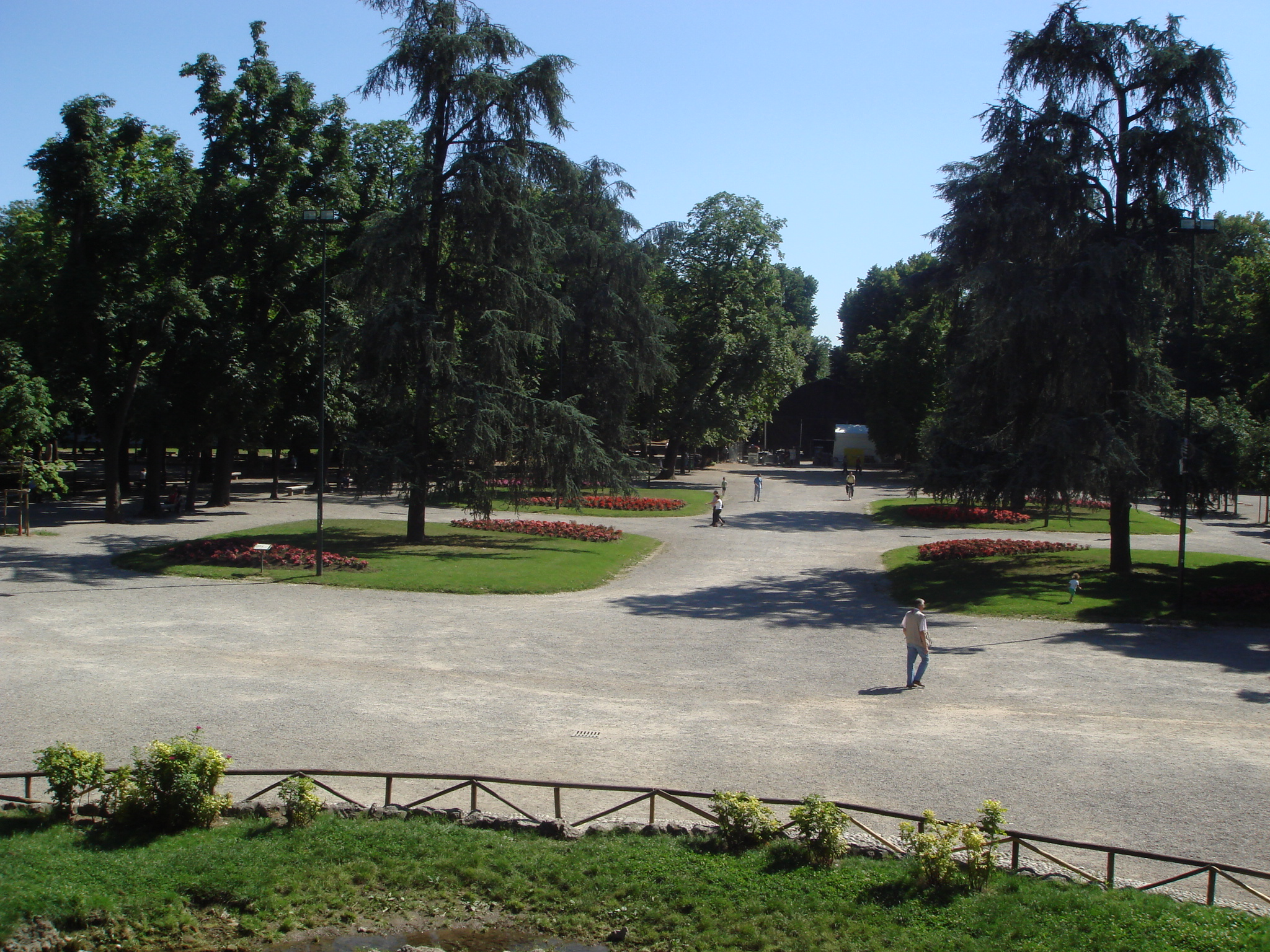
A Giardini pubblici

A Piazza Cavourtól északkeletre található Milánó második legnépszerűbb és legnagyobb zöldövezete, a Giardini pubblici (Közkertek) nevű park. A parkot északról az egykori városfal nevét ma is viselő Bastioni di Porta Venezia, nyugatra a Piazza Cavourról kiinduló Via Manin, keleten a Via Venezia, délről pedig a Via Palestro határolja. A környék fő látnivalói:
- San Carlo al Corso-templom – 1836-ban épült klasszicista stílusban Borromeo Szent Károly tiszteletére
- San Babila-bazilika – az 5. században alapították egy pogány templom helyén, majd a 11. században román stílusban átépítették.
- Palazzo Morandolo Attendolo Bolognini – 18. századi palota; a város történeti múzeumának ad otthont
- Érseki szeminárium
- Casa dei Fontana – 15. századi, reneszánsz palota
- Palazzo Serbelloni – a 18. század végén, klasszicista stílusban épült palota
- San Pietro Celestino-templom – a 14. században épült, majd a későbbiekben barokkosították
- Palazzo del Senato
- Palazzo Castiglioni – 1903-ban épült díszes főúri palota
- Palazzo Saporiti – 1812-ben, klasszicista stílusban épült palota
- Sant’Angelo-templom
- Villa Reale – az 1790-ben épült klasszicista palotában sok időt tartózkodott Napóleon is. Ma képtár.
- Giardini pubblici – a parkot 1782-ben alakították ki. Területén áll a milánói Természettudományi Múzeum, valamint a planetárium és az állatkert.

### A Sant’Eustorgio-bazilika és környéke

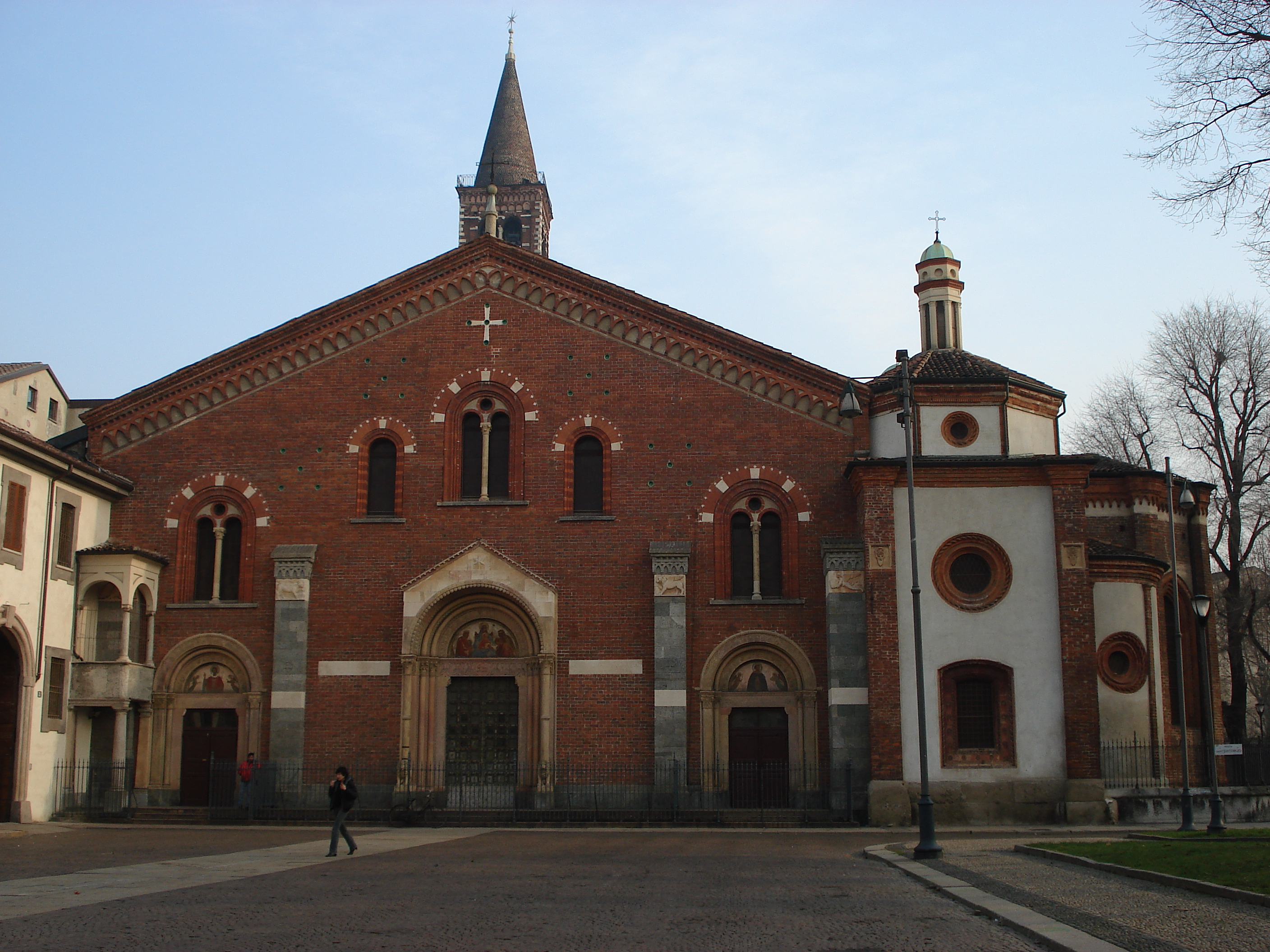
A Sant’Eustorgio-bazilika

A Piazza del Duomót az egykori várfalak mentén kialakított körutakkal déli irányban a Corso Italia köti össze, ami átszeli a Piazza Missorit, majd a Piazza Porta Lodovicába torkollik. A Corso Italiával párhuzamosan fut nyugatra a Corso di Porto Ticinense. E két sugárút mentén számos érdekes látnivaló található:
- Santa Eufemia-bazilika – román stílusú templom a Corso Italia mentén.
- San Paolo Converso-bazilika – a 16. század közepén alapították egy leánynevelő apácarend számára.
- Santa Maria presso San Celso – 1493-ban épült egy kis kápolna helyébe, amelyben egy csodatevő Madonna-képet őriztek.
- San Celso-templom – a 10. században alapították azon a helyen, ahol Szent Nazarus és Szent Celsus vértanúhalált haltak.
- San Lorenzo-bazilika – az egyik legszebb és legrégebbi milánói templom. 350 körül alapította Szent Ambrus.
- Porta Ticinese
- Sant’Eustorgio-bazilika – egy 4. századi kápolna helyén épült a 12. században, román stílusban
- San Vincenzo in Prato – egykori bencés kolostortemplom.
- a római kori aréna maradványai.

### A városközponton kívüli látnivalók

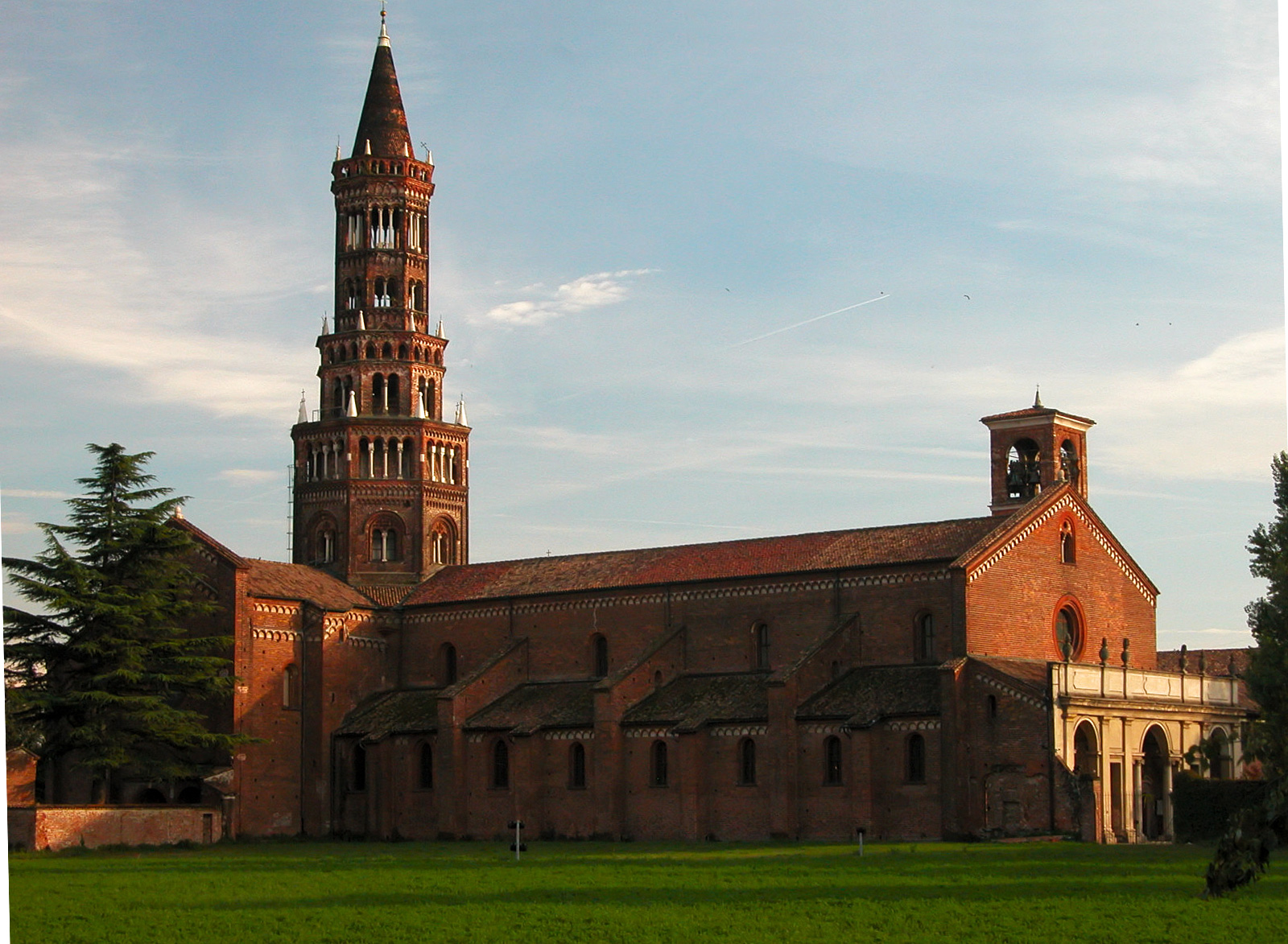
A Chiaravalle-apátság

- San Cristoforo sul Naviglio-templom – Szent Kristóf tiszteletére, a 13. században épült templom.
- Casa di Riposo per Musicisti – Verdi alapította öregek otthonaként idős muzsikusok számára.
- Garegnanói karthauzi kolostor – 1349-ben alapított kis karthauzi kolostor.
- Cimitero Monumentale – Milánó temetője, itt nyugszik többek között Manzoni, Garibaldi és Parini is.
- Chiaravalle apátság – 1135-ben alapították ciszterci szerzetesek.
- Pirelli toronyház – Milánó első felhőkarcolója.

## Kultúra

### Oktatás

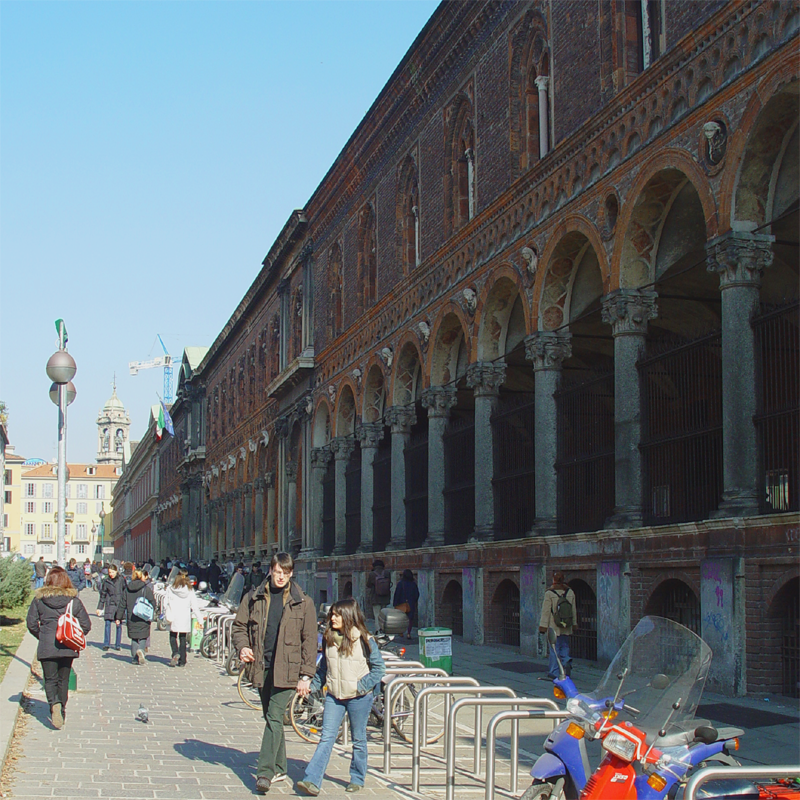
Az Università degli Studi di Milano épülete

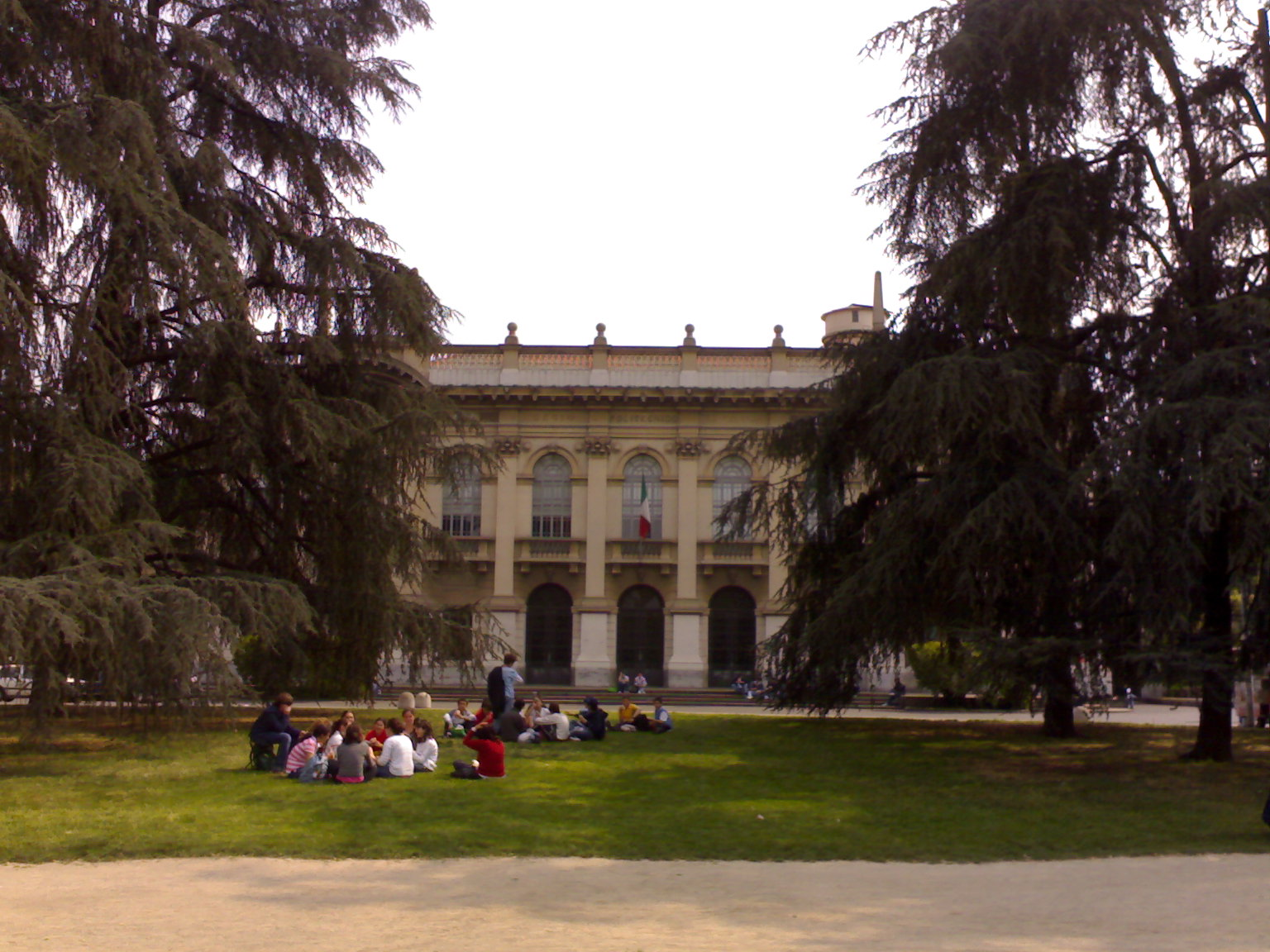
A Politecnico di Milano épülete

Milánó számos felsőoktatási intézménynek ad otthont:
Állami egyetemek:
- Università degli Studi di Milano: mezőgazdasági, művészeti, filozófiai, jogtudományi, természettudományi, orvosi, gyógyszerészeti, politikatudományi, sport és állatorvosi szakokkal,[15]
- Università di Milano Bicocca: gazdaságtudományi, pedagógiai, jogtudományi, matematikai, fizikai, természettudományi, orvosi, pszichológiai és szociológiai szakokkal.[16]

Tudományos és orvosi profilú felsőoktatási intézmények:
- Università Vita-Salute San Raffaele,
- Istituto Tethys: tengerbiológiai kutatóközpont.

Műszaki profilú felsőoktatási intézmények:
- Politecnico di Milano.

Gazdaságtudományi profilú felsőoktatási intézmények:
- Università Bocconi,
- Scuola Superiore di Direzione Aziendale – Bocconi,
- Università Cattolica del Sacro Cuore.

Művészeti profilú felsőoktatási intézmények:
- Accademia d’Arti e Mestieri dello Spettacolo alla Scala,
- Accademia di belle arti di Brera,
- Università I.U.L.M.,
- Nuova Accademia di Belle Arti Milano – NABA,
- Conservatorio Superiore "Giuseppe Verdi" di Milano,
- Scuola Beato Angelico.

Színházművészeti profilú felsőoktatási intézmények:
- Scuole Civiche di Milano, Politecnico della Cultura, delle Arti e delle Lingue,
- Piccolo Teatro di Milano,
- Accademia dei Filodrammatici.

Divat és dizájn profilú felsőoktatási intézmények:
- Scuola di Design e Moda,
- Istituto Europeo di Design,
- Istituto Marangoni,
- Politecnico di Milano – Facoltà del Design,
- SPD Scuola Politecnica Di Design.

### Múzeumok

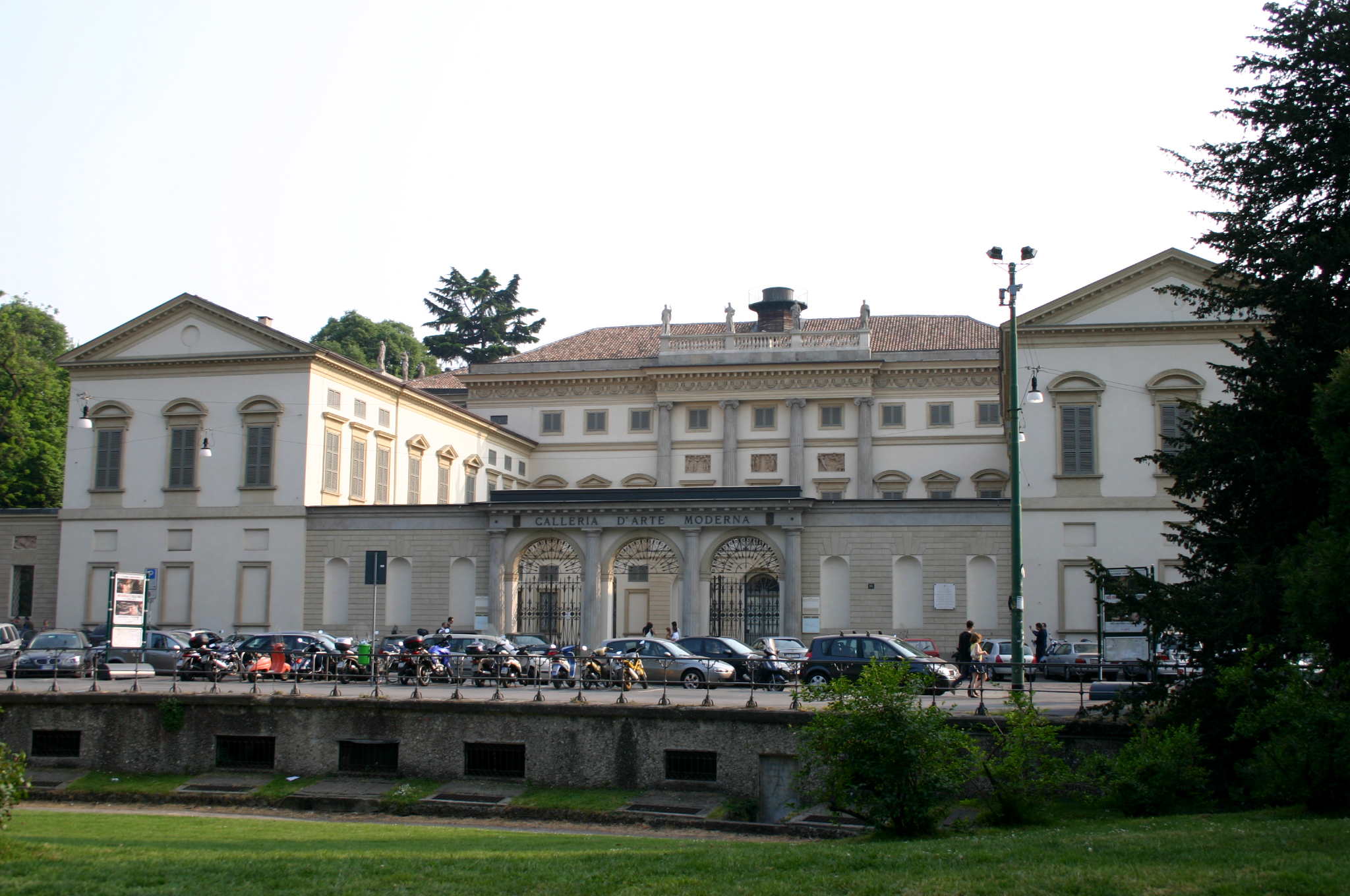
A Villa Reale a modern művészeti gyűjtemény otthona

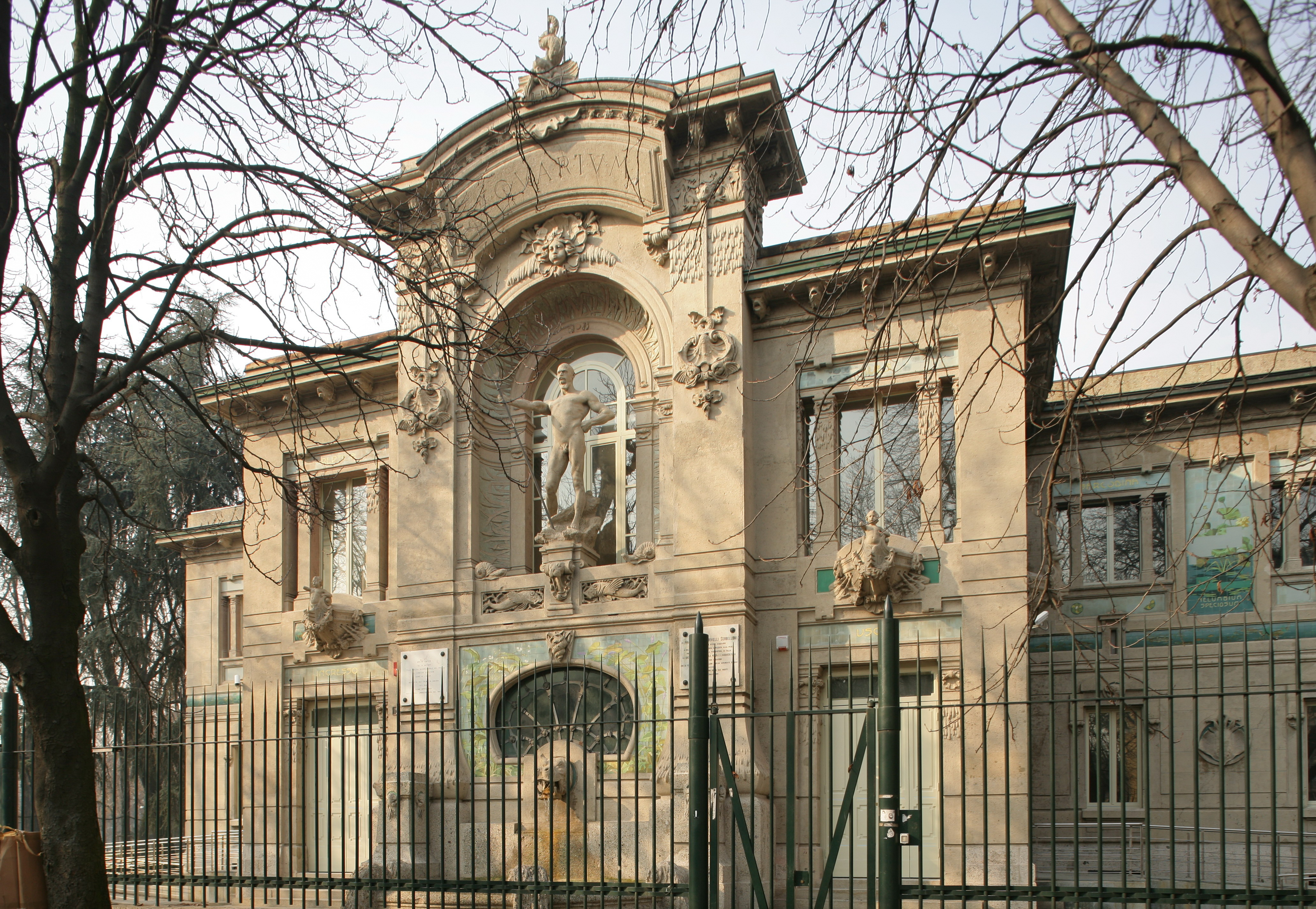
Az akvárium épülete

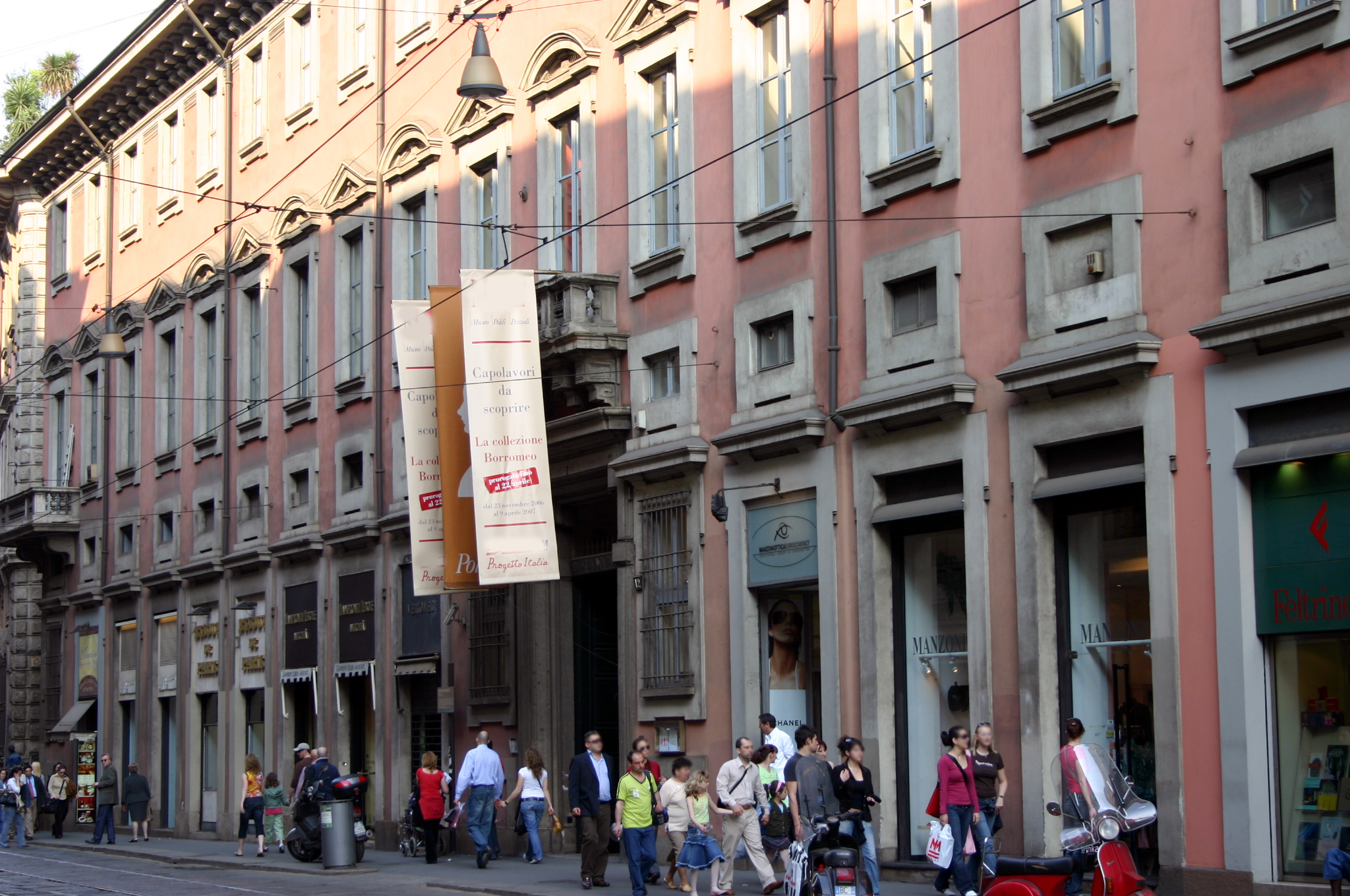
A Poldi-Pezzoli gyűjtemény otthona

- Acquario Civico di Milano – 1906-ban alapították, ezzel Európa harmadik legidősebb akváriuma.[17]
- Archivio Storico Civico és a Biblioteca Trivulziana – a Castello Sforzescóban székelő intézmény a Milánói Hercegség okiratait őrzi.[18]
- Casa di riposo per musicisti Giuseppe Verdi –  a házat Giuseppe Verdi alapította idős zenészek és énekesek otthonaként.[19]
- Castello Sforzesco di Milano – a kastélyban történeti múzeum székel értékes ókori és középkori tárgyakkal Európából, valamint Egyiptomból is.[20]
- Civico Museo d'Arte Contemporanea di Milano – kortárs művészek festményei mellett Cezanne, Van Gogh és Modigliani alkotásai is láthatók.
- Galleria d'Arte Moderna di Milano – elsősorban 19. századi festők műveit mutatja be.
- Galleria Vinciana – kortárs művészeti kiállítás
- Museo Archeologico – elsősorban Milánó etruszk, kelta és római emlékeit mutatja be.[21]
- Museo Bagatti Valsecchi – a Palazzo Bagatti Valsecchi egykori tulajdonosainak értékes magángyűjteménye (festmények, szőttesek, bútorok, szobrok).[22]
- Museo Civico di Storia Naturale di Milano – természettudományi múzeum értékes entomológiai, botanikai és őslénytani gyűjteménnyel.[23]
- Museo d'Arte Antica – a Milánói Hercegség idejéből származó műalkotásokat, valamint ókeresztény tárgyakat és relikviákat mutat be.
- Museo del Duomo di Milano – a dóm egyháztörténeti gyűjteménye értékes műtárgyakkal
- Museo del Giocattolo – játékmúzeum
- Museo del Risorgimento di Milano – a Napóleon uralkodása (1796) és az egyesült Olasz Királyság (1861) közötti időszak emlékeit mutatja be.[24]
- Museo degli strumenti musicali – hangszermúzeum
- Museo della Preistoria e Protostoria – a Castello Sforzescóban székel, Milánó őskori emlékeit mutatja be.[20]
- Museo delle Arti Decorative – iparművészeti gyűjtemény[25]
- Museo di Milano – a város történetét mutatja be a 17–19. században.[26]
- Museo diocesano di Milano – vallástörténeti gyűjtemény a Sant’Eustorgio bazilikában[27]
- Museo di Storia Contemporanea – a Castello Sforzescóban székel, Milánó modern kori történetét mutatja be.[20]
- Museo Egizio di Milano – a Castello Sforzescóban székel, ókori egyiptomi tárgyakat mutat be.[20]
- Museo Nazionale della Scienza e della Tecnologia "Leonardo da Vinci" – tudománytörténeti gyűjtemény.[28]
- Museo Poldi Pezzoli – Gian Giacomo Poldi Pezzoli magángyűjteménye (festmények, szobrok, bútorok, emléktárgyak stb.)[29]
- Museo Storico Alfa Romeo – az Alfa Romeo cég történetét mutatja be.[30]
- Museo Teatrale alla Scala – a Scala operaház történetét bemutató gyűjtemény.
- Padiglione di Arte Contemporanea – modern művészeti kiállítóterem[31]
- Palazzo Reale di Milano.
- Pinacoteca Ambrosiana és a Biblioteca Ambrosiana
- Pinacoteca di Brera – híres festménygyűjtemény a Palazzo di Brerában: Caravaggio, Rembrandt, Van Dyck, Tiepolo, Bramantino, Rubens, Modigliani.[32]

### Színházak

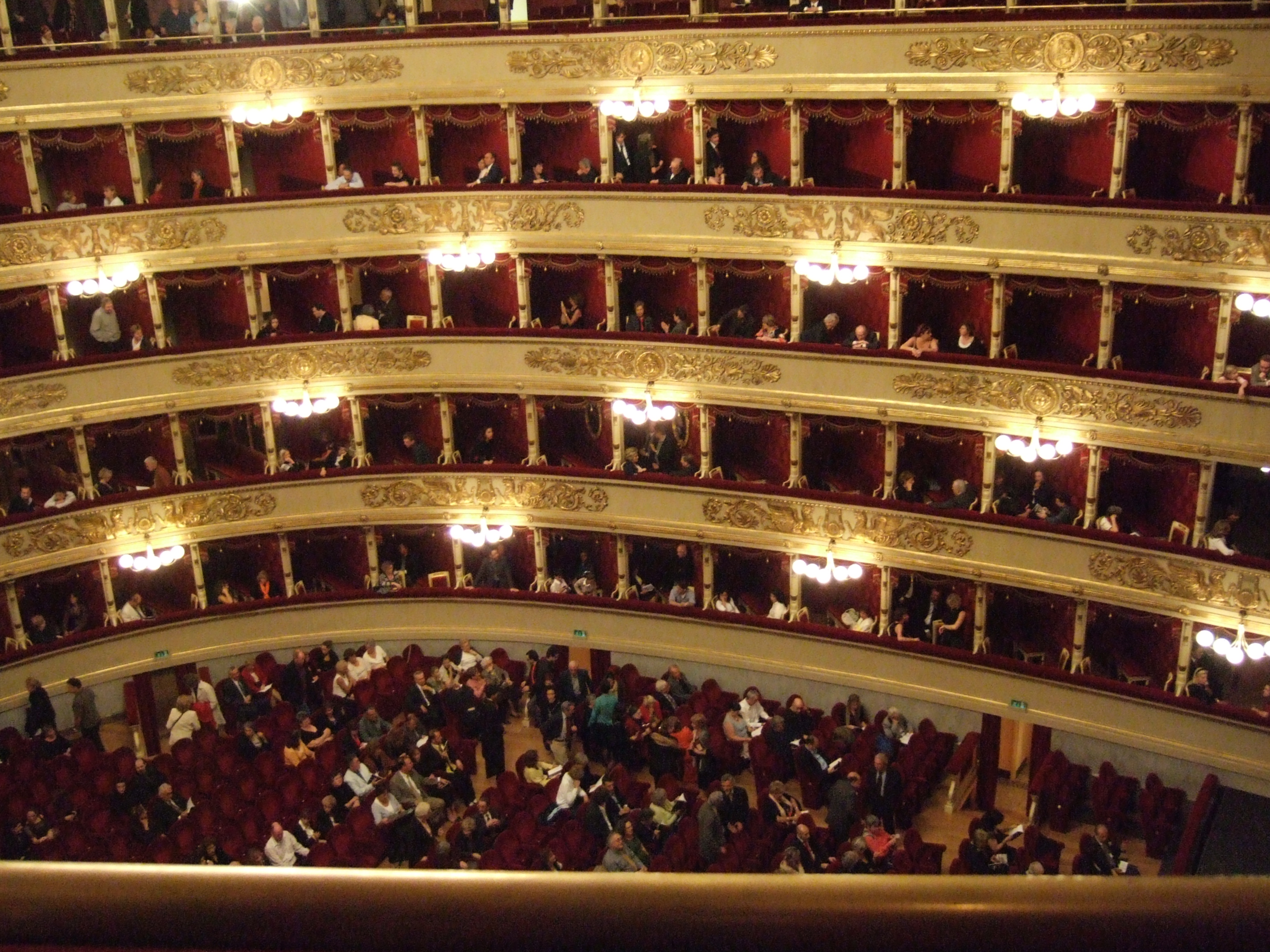
A La Scala operaház

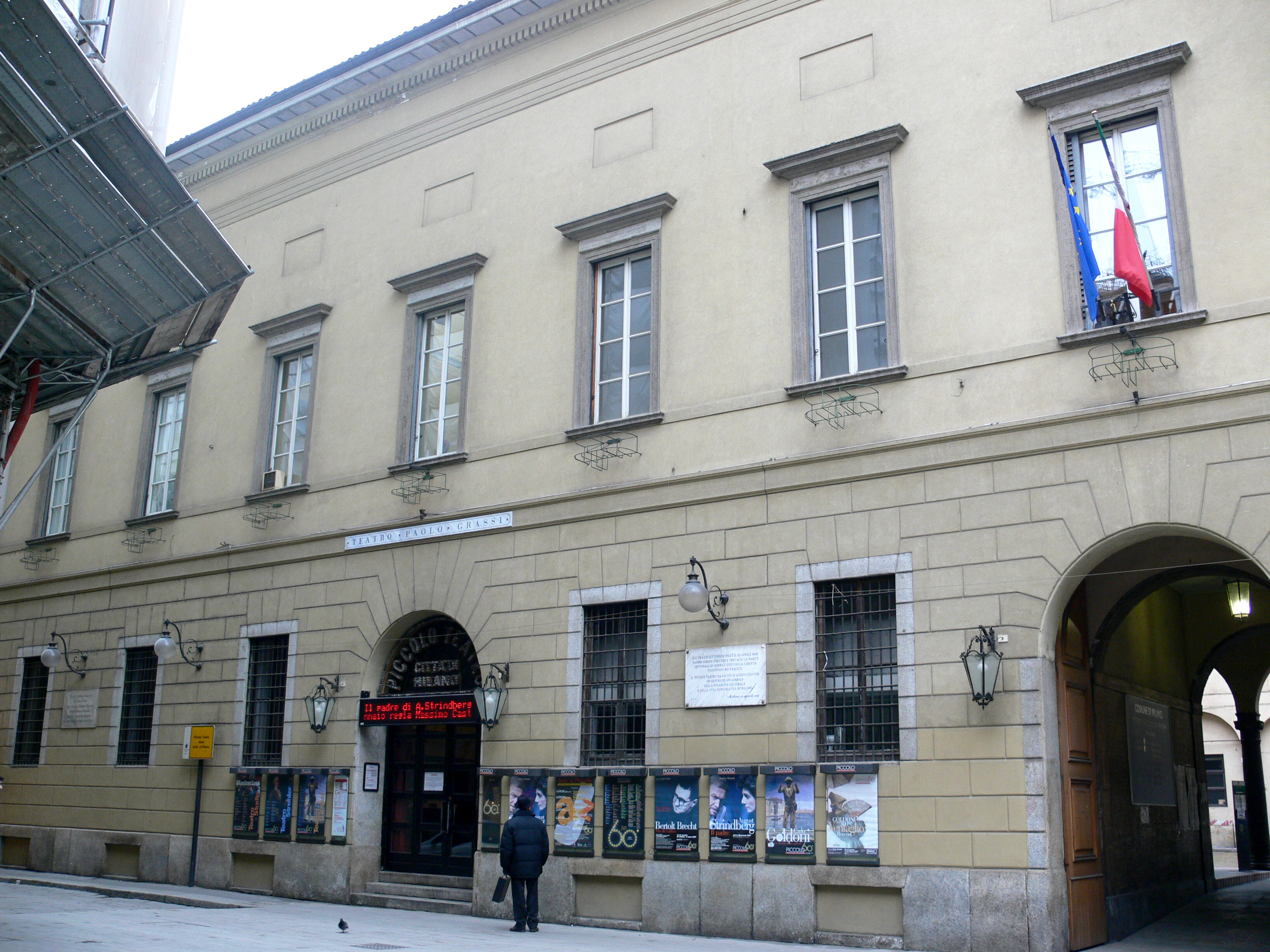
Piccolo Teatro di Milano

A városban számos színház és hangversenyterem működik, melyek havonta átlagosan 300 előadásnak adnak otthont. A legjelentősebb a Teatro alla Scala, mely a világ egyik legjelentősebb operaháza. Operaelőadásoknak ad otthont a 2002-ben átadott Teatro degli Arcimboldi. A prózai műfaj legjelentősebb színháza a Piccolo Teatro di Milano. A második világháború után alapította Paolo Grassi és Giorgio Strehler. A városban továbbá a következő színházak és hangversenytermek működnek:
- Auditorium di Milano
- Sala Verdi
- Teatro Lirico di Milano
- Teatro Dal Verme
- Teatro Carcano
- CRT – Teatro dell'Arte
- Teatro Manzoni
- Ventaglio Nazionale
- Teatro Nuovo
- Teatro San Babila
- Teatro Smeraldo
- Teatro Ciak
- Tatro Della 14a
- Teatro delle Filodrammatici
- Teatro Litta
- Teatro Olmetto
- Teatro Arsenale
- Out Off
- L'Elfo
- Teatro di Porta Romana
- Teatro Franco Parenti
- Teatro Verdi

### Művészetek

#### Római és ókeresztény emlékek

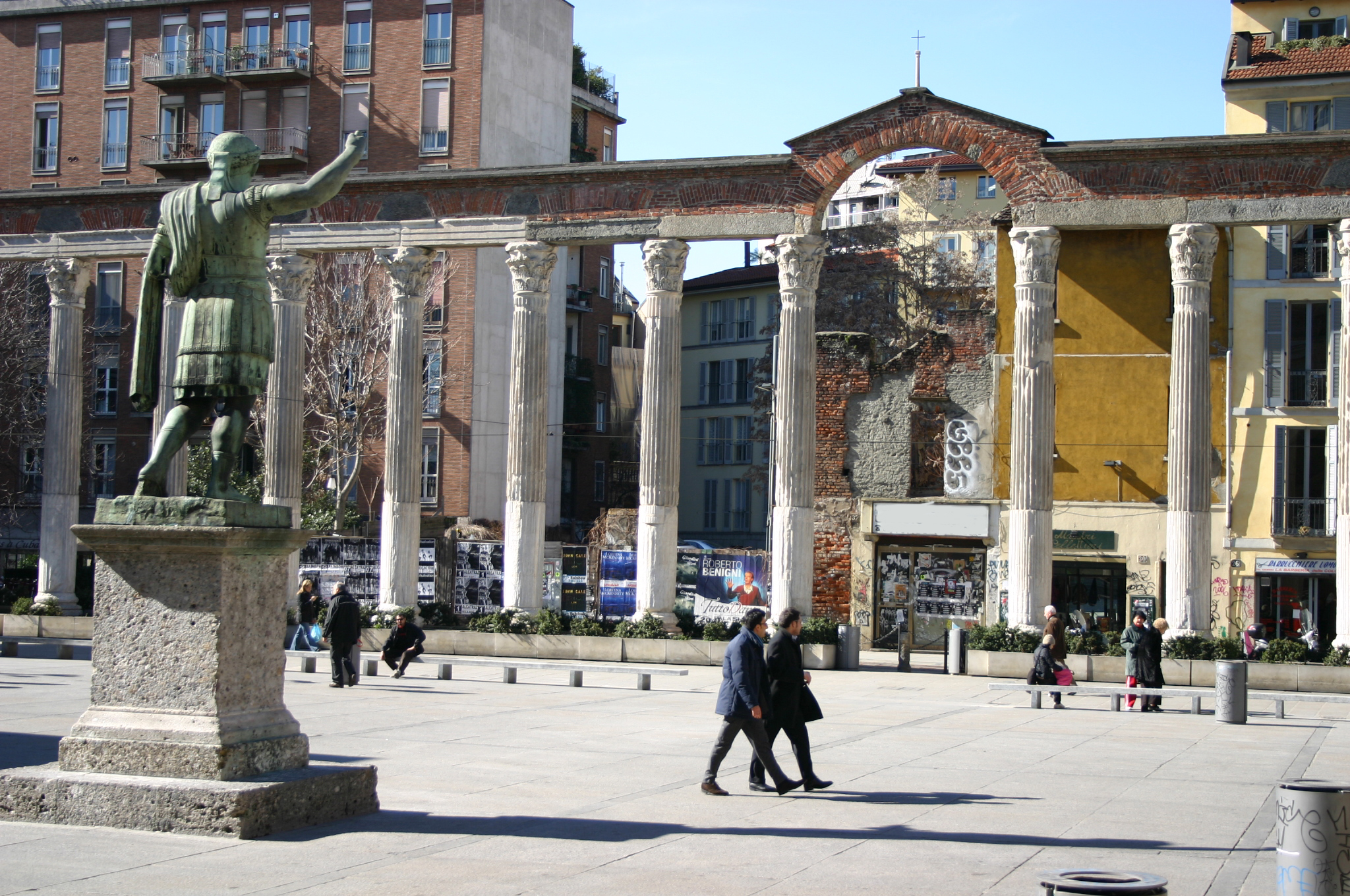
A San Lorenzo-templom előtti oszlopsor

Mind Lombardiában, mind a hozzá nyugatról és keletről csatlakozó területeken a rómaiak korából viszonylag kevés jelentős épületmaradvány vagy képzőművészeti alkotás maradt fenn, noha a Római Birodalom utolsó évtizedeiben a város fontos szerepet töltött be az adminisztrációjában. A római emlékek a népvándorlás és a germán–hun–longobárd betörések következtében nagyrészt elpusztultak. Az utóbbi évtizedek régészeti kutatásainak során számos ókori romra bukkantak a város alatt: városfalak, termák romjai, az amfiteátrum romjai. A legismertebb római emlék Milánóban a San Lorenzo-templom előtti oszlopsor.
Több maradvány tanúskodik a késő római birodalom kultúrájáról, ezek azonban már tulajdonképpen az ókeresztény művészet termékeinek tekinthetők. Ez az a kor, amelyben Ambrus volt Milánó püspöke. Bazilikája, a milánói Sant’Ambrogio mai állapotában ugyan nagyrészt későbbi időből származik, alapjaiban azonban az ókeresztény templomok prototípusa. Hasonlóképpen a San Lorenzo-templom is, amelyen bizánci hatás is észlelhető.

#### A román és gótikus stílus

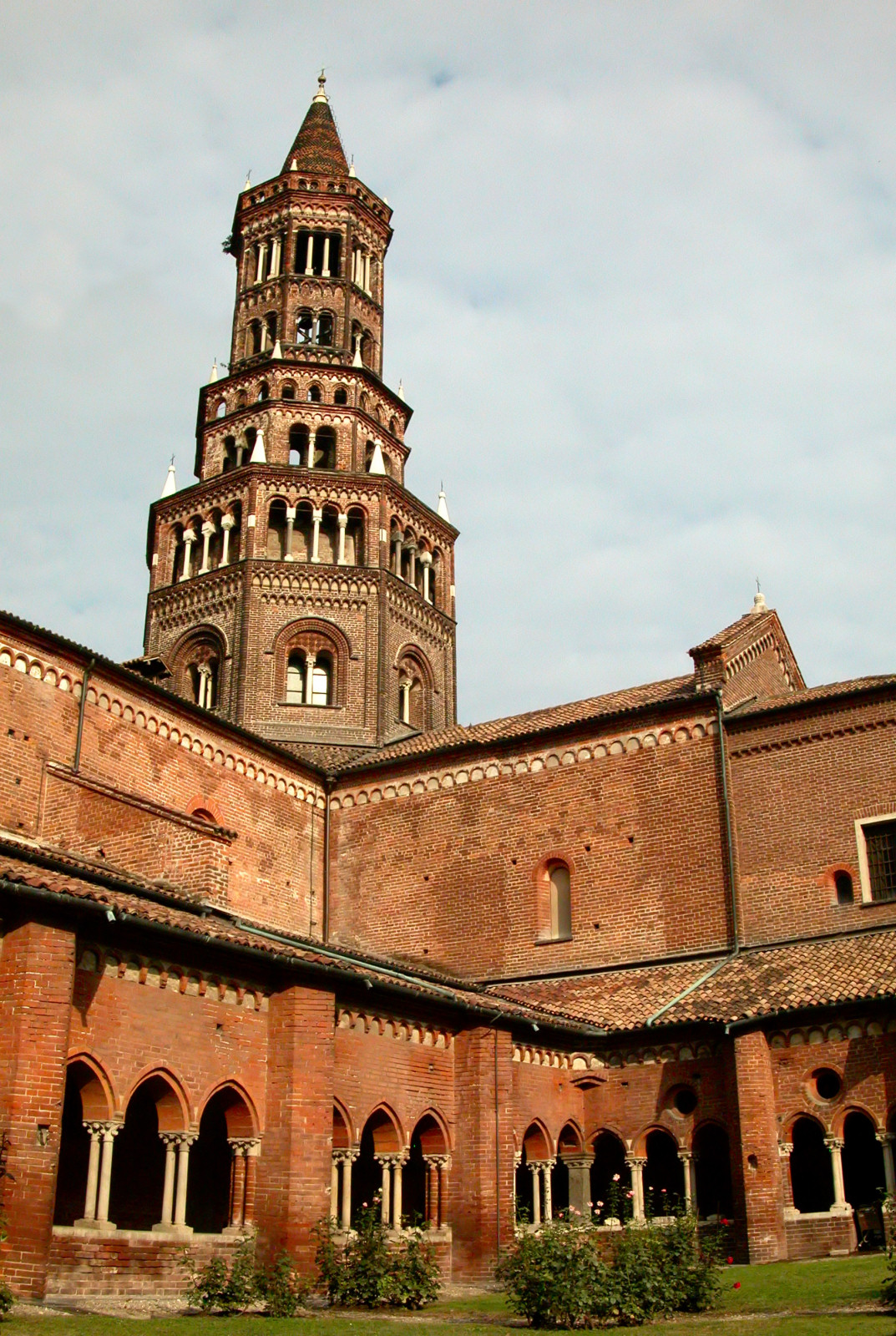
A Chiaravalle-apátság harangornya

Az évszázadok során, amikor a román, majd a gótikus stílus hódított tért szerte Európában, Itáliában a lombardiai művészek vezető szerephez jutottak, és ezt a reneszánsz hullámig meg is tartották. Megalapították azt a sajátos itáliai román iskolát, amely a művészettörténetbe lombardiai néven bevonult stílust megteremtette. A stílust főként Milánó, Pavia, Cremona és a többi nagyobb város művészei alakították ki. Milánóban meghonosították a kereszt alaprajzú bazilikának azt a típusát, amelynek két szára szerves egységet alkot (Sant’Ambrogio-bazilika).
A lombardiai stílus továbbfejlesztése során mind nagyobb szerepet kapott az épület szerkezetében a boltozat, és ezzel együtt a pillérek és az oszlopok. Ez az irányzat erőteljesen befolyásolta a román építészet fejlődését egész Európában. Igen jellegzetesek e stílusra a szögletes harangtornyok (guglia) is, mint a San Satiróé. A lombardiai stílus jegyében városházák és polgári lakóházak is épültek. Ezek jellemzője a szerkezeti elemek díszítése és kiemelése, a gazdagon burjánzó növényi és állatalakos ornamentika.
Az építészethez hasonló jelentőségre tett szert a romantika és gótika korában Lombardia szobrászművészete és freskófestészete is. Stílusuk a város több templomának oltárfaragásán és képén észlelhető, különösképpen a milánói dómban és annak múzeumában.
A gótikus stílust az építészetben a 12. század végén Franciaországból jött ciszterci szerzetesek honosították meg Lombardiában. Ennek szép példája a milánói Chiaravalle-apátság. Jellegzetessége, hogy csupán módosította a mélyen gyökerező román stílust, de nem lépett a helyébe, mint Európa sok más országában. A román kori szerkezet, felépítés megmaradt, de nyújtottabbá vált, a nyílások tágabbak lettek.

#### Reneszánsz

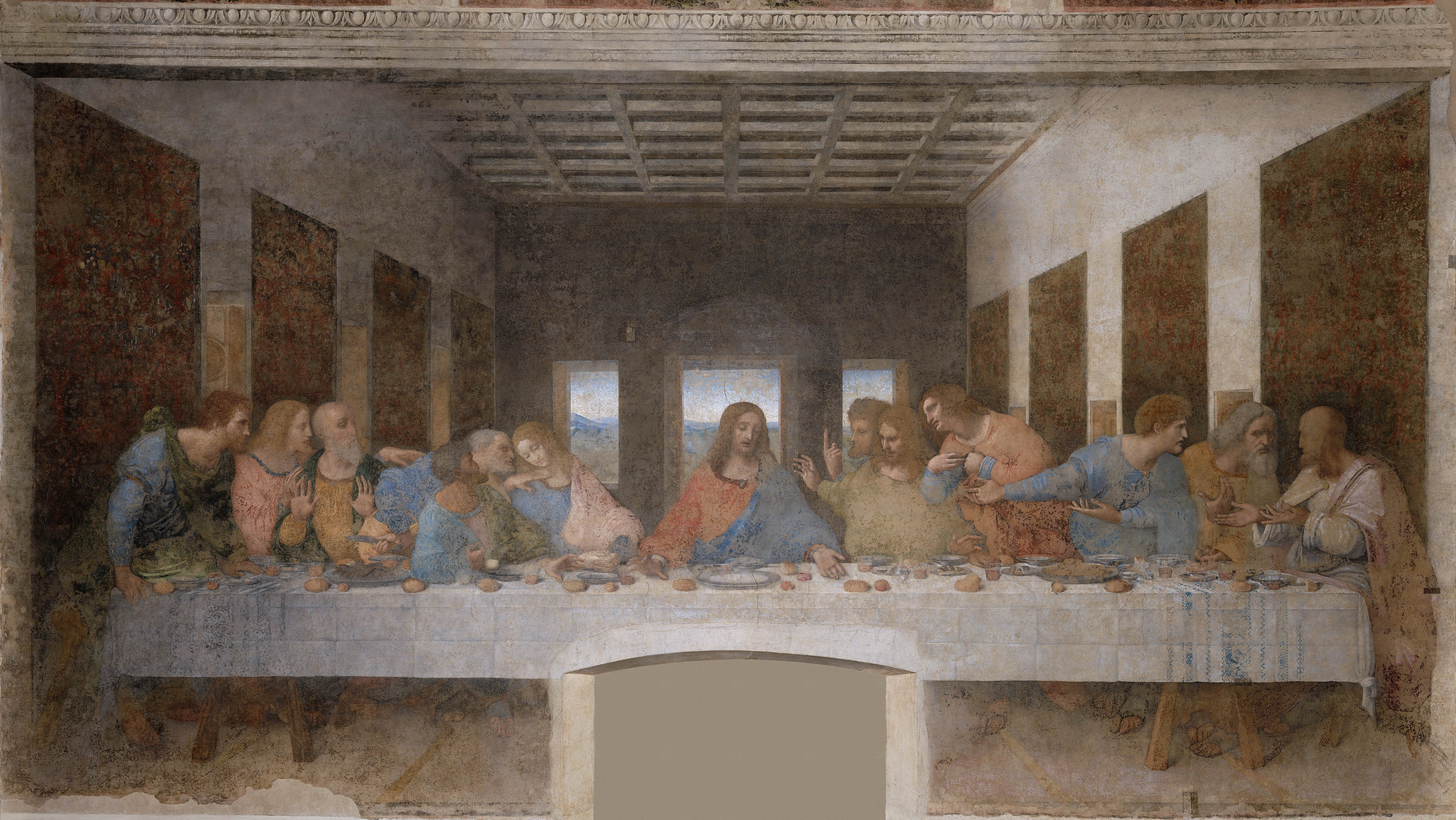
Az utolsó vacsora, Leonardo da Vinci híres freskója a Santa Maria delle Grazie-templomban

Észak-Itália gótikája tulajdonképpen átmenet a lombardiai, román és a reneszánsz stílus között. A korai reneszánsz első képviselője San Eustorgio-templom kápolnája, a Capella Portinari, amelyet Michelozzo firenzei mester épített. E kor szobrászi alkotásai azonban, amelyek ma is díszei a városnak, nemcsak az ország művészeitől származnak: a helybeliek mellett toszkánai, velencei, burgundiai, osztrák és német művészek alkotásai is megcsodálhatók, sőt akad közöttük egy magyar származású is: Giovanni Hajnal. Ők a helyi hercegek és nemesek meghívására érkeztek a városba. Így került Milánóba többek között Leonardo da Vinci és Bramante is. Bramante készítette Milánóban – egyebek között – a Santa Maria delle Grazie-templom oltárfülkéjét és kupoláját. Tanítványai Milánóban, Bergamóban, Comóban és általában az egész országban elterjesztenék a reneszánsz stílust. Bramante hatása a lombardiai iskolára főként a nyugodt, klasszikus-humanista ritmika érvényesítésében nyilvánult meg.
Lombardia festészetére Leonardo da Vinci mellett a velenceiek hatottak jelentős mértékben. Bernardino Luini, Solario, Boltraffio vagy a piemontí Gaudenzio Ferrari voltak e vidék szülöttei, egyúttal a lombardiai reneszánsz festészet legkiválóbb mesterei.

#### A lombard barokk

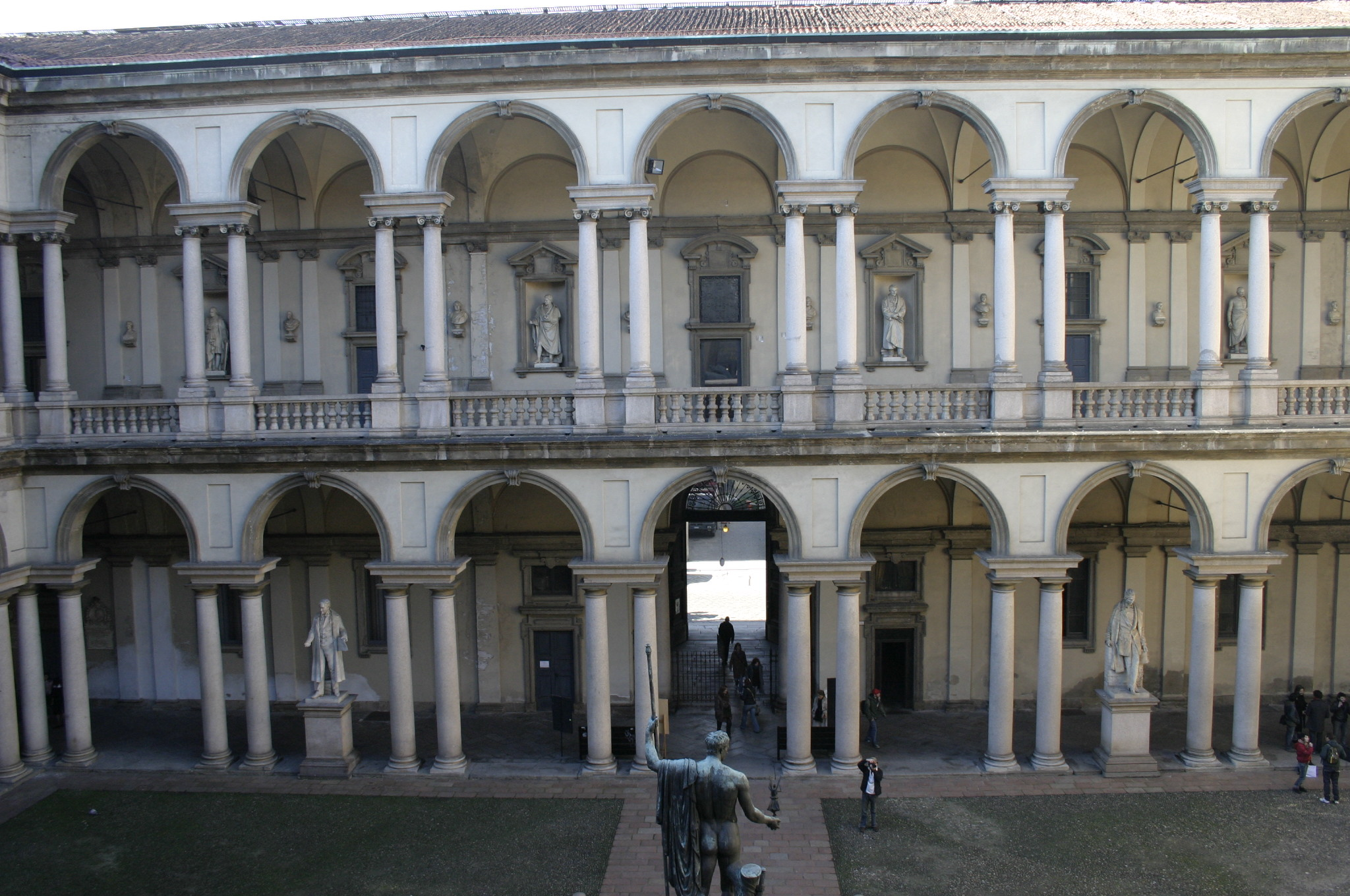
A Palazzo di Brera

Lombardia művészete a barokk korban ismét magas színvonalra emelkedett, különösen az építészet terén. A barokk kezdetét Itáliában rendszerint 1573-tól, a tridenti zsinat évétől számítják. Alessi, Tibaldi, Giuseppe Meda és sokan mások Milánóban művészi értékű egyházi és világi épületeket (Palazzo Marino, Palazzo dell’Ambrosiana, Ospedale Maggiore stb.) emeltek; a kor építőművészete azonban Francesco Maria Richini munkásságában teljesedett ki. Legszebb alkotása a Palazzo di Brera.
A kor szobrászai viszonylag kevés maradandót alkottak. Legjelentősebbek a milánói dómnak ebből a korból származó szobrai. A korai barokk festészet kimagasló alakja Észak-Itáliában Michelangelo Merisi da Caravaggio (1573–1610) volt, aki művészetével jelentősen hatott a következő két évszázad festő-nemzedékeire. Caravaggio azonban alig dolgozott hazájában, tehát nemigen lehet őt lombardiai művésznek tekinteni.

#### A 19. század művészete
A 18. század építészete erősen eltért Itália más vidékének építészétől (Toszkána, Velence). Ez a stílusirányzat, amely elsősorban a város körüli villákon észlelhető, klasszicizáló késő barokknak nevezhető. Pieramini alkotásai, a Palazzo Belgioioso vagy a Scala operaház már a klasszicista irányzathoz tartoznak. A kor legjelesebb lombardiai szobrászai, Luigi Cagnola (1762–1833) vagy Luigi Pollak, meg sem közelítették Veneto és a délebbre fekvő tartományok művészeit. A plasztika terén kiemelkedő jelentőségű volt mindazonáltal Canova (1757–1822) iskolája. A festészetben Andrea Appiani és a Velencében született, de Lombardiában tevékenykedő Francesco Hayez képviselte a legmagasabb színvonalat. Mindketten már a romantikus irányzat képviselőinek tekinthetők. A 19. század építészete, de festészete, szobrászata sem sok művészi értéket hozott létre Milánóban. Az olaszok, 19. századi művészetüket nem csekély iróniával crepuscolónak (alkonyat) nevezik.

#### A 20. század művészete
A 20. század elején Milánó volt az olasz futurizmus egyik fellegvára, és néhány jelentős művészt adott, mint például Gino Severini, Giacomo Balla, Umberto Boccioni. A két világháború között Marinetti vezérletével az olasz futurista művészek Mussolini fő támogatóiként léptek fel. Mussolini, akárcsak Olaszország több nagyvárosában, Milánóban is grandiózus építkezési projekteket indított el, mint például a központi pályaudvar épülete. A második világháború után az újjáépítési folyamatok rendszertelensége miatt a városkép is jelentősen megváltozott, és a középkori székesegyházak szomszédságába modern irodaépületek épültek. Milánó egyik legjellemzőbb épülete a Pirelli-torony, amely egyike Európa legrégebbi felhőkarcolóinak.

### Lombard nyelv
A lombard nyelv (saját neve lumbard, lumbaart) Olaszország északi részén (többnyire Lombardiában, illetve a környező régiókban) és Svájc déli részében – Ticinóban és Graubünden három völgyében (Val Mesolcina, Val Bregaglia, Val Poschiavo), illetve elszórtan Szicíliában – beszélt, egymással közeli rokon galloromán dialektusok területi alapú összefoglaló megjelölése, amelyek az újlatin nyelvek nyugati csoportjához tartoznak. E galloitáliai nyelvváltozatokat sokan csak az olasz nyelv északi nyelvjárásainak tekintik, valójában azonban sokkal közelebbi rokonságban állnak a franciával és az okcitánnal, valamint a többi galloromán dialektussal, mint a sztenderd olasszal.

#### Ünnepek
- Március 18.–március 22.: megemlékezés az 1848-as szabadságharcról Cinque Giornate di Milano
- Április 25.: Milánó felszabadítása a német uralom alól a második világháborúban
- December 7.: Szent Ambrus ünnepe
- December 12.: megemlékezés a Piazza Fontana-i bombatámadásról.

### Média
Milánóban székelő országos és helyi újságok, televízió- és rádióadók:
| Újságok | Televízió | Rádió |
| --- | --- | --- |
| - Corriere della Sera - Finanza e Mercati - Il Foglio - Il Giornale - Il Giorno - Il Sole 24 Ore - La Gazzetta dello Sport - La Padania - Libero - MF Milano Finanza | Országos adók: - Mediaset - RAI - MTV (Dél-európai székhely) - SKY (Dél-európai székhely) - Fastweb TV - 7 Gold - Odeon TV Regionális adók: - Telelombardia - Antenna 3 - Telenova - Telereporter - TelePadania - Più Blu Tv | - Radio DeeJay (országos központ) - Radio 105 (országos központ) - Radio Monte Carlo (országos központ) - Radio24 (Radio de Il Sole 24 Ore) (országos központ) - R101 (országos központ) - Radio RockFM (országos központ) - RTL 102.5 (országos központ) - Radio Italia solomusicaitaliana (országos központ) - Radio Donna Italia (országos központ) - Radio Popolare - In Blu Radio - CNR - Radio Lombardia - Radio Padania Libera - Radio Studio Più |

### Könnyűzene
Milánóban székel a négy legjelentősebb olasz könnyűzenei kiadóvállalat: Eclectic Circus, BMG Ricordi, Vox Pop, valamint a Mescal. A számos könnyűzenei koncert és esemény mellett a város hírnevét öregbíti a Milano Jazzin’Festival, ami nemcsak Olaszországban, hanem az egész világban nagy ismertségnek örvend a jazz előadók körében.

## Gasztronómia

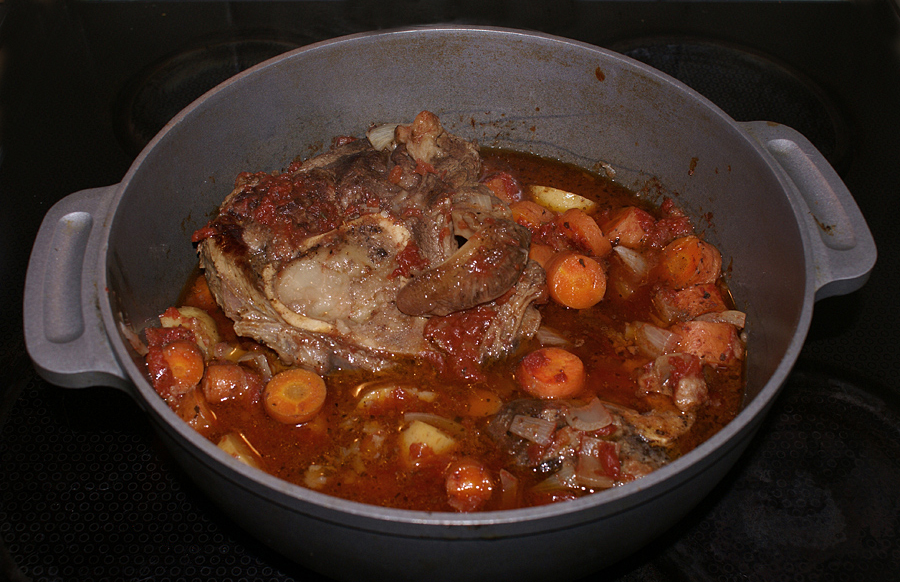
Az ossobuco

Az olasz konyha ismert fogásai mellett Milánó és vidékének vendéglőiben számos jellegzetes helyi specialitás rendelhető. Ezek közül megemlítendő a hüvelyesekkel együtt főzött és növényekkel fűszerezett busecca nevű pacalleves és a zuppa pavese nevű zöldséglevest tojással, pirított fehér kenyérrel és sajttal, amely tulajdonképpen a minestrone észak-olasz változata. A spagetti alla Milanese (spagetti milánói módra) a világ étlapjairól is ismert. Kedvelt étel még a risotto alla Milanese (rizottó milánói módra), amelybe húsdarabkákat, esetleg májat és gombát is belefőznek. Jellegzetes aranyló színüket az ízesítésükre használt sáfránytól nyerik. A cotoletta alla Milanese (milánói szelet) a bécsi szelet olasz párja. Igen népszerű étel a bollito di manzo (főtt ökörhús), valamint a stufato di manzo (párolt ökörszelet), amely némileg a tokányhoz hasonlít. A cassocula ugyancsak párolt, zöldséges egytál húsétel, esetleg virslivel és főzelékkel. Híres milánói specialitás a tacchino ripiene nevű töltött pulyka. A polla alla diavolo (Ördög módra elkészített csirke) nevét onnan kapta, hogy erősen fűszeres és igen pikáns ízű.
Lombardiai különlegesség az ossobuco (borjúcomb velővel, pikáns ízű szószban), a rost in negaa nevű borjúszelet borszószban, a suffato főtt marhahús babbal, paradicsomszósszal, valamint a risotto alla certosina (kolostorrizottó) rizses rákétel is. Olaszország többi részétől eltérően, ahol szinte mindent olajjal főznek, Lombardiában igen elterjedt az al burro (vajjal való) főzés.
A főételek elkészítéséhez gyakran különféle sajtokat használnak. A sajt utóételként is csaknem annyira elterjedt és kedvelt, mint Franciaországban. Igen népszerűek a piemonti és a lombardiai sajtok, például a bel paese (a Milánó és Brescia közötti Melzóban készítik) és a gorgonzola nevű érett sajt, amely a Milánó környéki Gorgonzolában készül, továbbá a grana, amit megreszelnek, és főleg ételízesítésre használnak, mint a parmezánt.
Édességként egy milánói asztalról sem hiányzik a panettone nevű, jellegzetes formájú édes kalács, amelyet mazsolával és kandírozott déligyümölccsel ízesítenek.

## Sport
A milánói sportegyesületek régi hagyományokkal rendelkeznek és európai szinten nagy hírnévnek örvendenek. A városban működő egyesületek:
- Associazione Calcio Milan – labdarúgás
- Football Club Internazionale Milano – labdarúgás
- Olimpia Milano – kosárlabda
- Rhinos Milano – amerikai futball
- H.C. Milano – jégkorong
- H.C.J. Milano Vipers – jégkorong
- H.C. Diavoli Rossoneri Milano – jégkorong
- H.C. Devils Milano – jégkorong
- Pallacanestro Milano – női kosárlabda
- Milan Associazione Calcio Femminile – női labdarúgás
- Canottieri Milano – női kosárlabda
- Amatori Rugby Milano – rögbi
- Milano Baseball – baseball
- ASSI Milano – kosárlabda
- Canottieri Olona – vízilabda
- Pharaones Milano – amerikai futball
- SEF Costanza Milano – kosárlabda
- Internazionale Milano – kosárlabda
- Gonzaga Milano/Volley Milano – kézilabda
- Unione Sportiva Milanese – labdarúgás
- Idroscalo Club – kajak-kenu

## Gazdaság

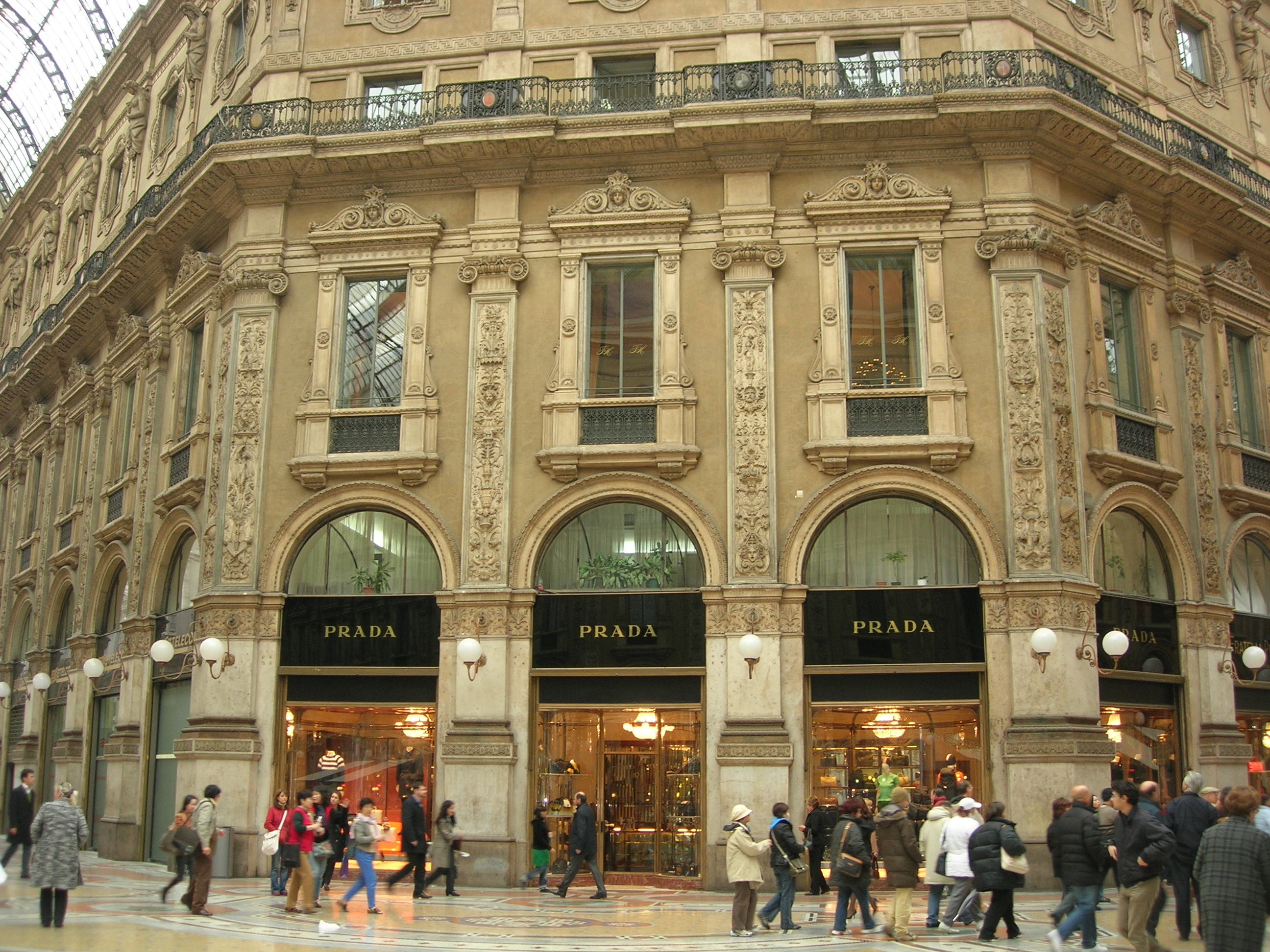
A Prada egyik üzlete a Galleria Vittorio Emanuelében

Noha Milánó járul hozzá a legnagyobb mértékben az olasz gazdasághoz, az elmúlt években a város gazdasági életét stagnálás, valamint az egyes gazdasági szektorok átalakulása jellemezte. Milánó gazdasága gyors ütemben és töretlenül fejlődött a második világháború után, köszönhetően stratégiai helyzetének, valamint a környéken talált földgáztelepeknek. A gazdasági élet a 2000-es évek elején torpant meg, amikor három éven keresztül recesszióba került. A 2004-es évtől kezdődően ismét növekedésnek indult, évente átlagosan 1%-val, ami messze elmarad Lombardia 4,6%-os, valamint az ország 6%-os átlagától. Egyes iparágak termelése jelentősen csökkent: cipők (-11,4%), textilek (-6,1%) és ruházat (-5%). A nehézipari ágak közül a műanyaggyártás (-2%), a vegyipar (-1,8%) és a mechanika (-1,6%) mutat csökkenő tendenciát. A könyvkiadók termelése -2,6%-kal csökkent, míg a fafeldolgozó ipar termelése 1,2%-kal. Ezzel szemben növekvő tendenciát mutatnak a szállítás és logisztika (+6,8%), valamint az élelmiszeripar (+1,7%). Milánó gazdasági életében fontos szerepet tölt be a könyvkiadás. Országos szinten itt működik a legtöbb kiadó.
Milánó fő kereskedelmi partnerei Oroszország, Svájc, Törökország, valamint az Európai Unió (kiváltképpen Németország és Franciaország). Az Európán kívüli kereskedelem fő célpontjai Kína, Hongkong, Észak-Afrika országai, Szingapúr, valamint az Egyesült Arab Emírségek. A legfőbb exporttermékek: elektronikai–elektrotechnikai, acélipari és textilipari termékek, valamint gépkocsik (ezek exportja azonban drasztikusan visszaesett, 2005-ben 28,6%-ot). Az import oldalon Milánó főbb partnerei Dél-Korea, Thaiföld, India, Kína, Hongkong, Tajvan és Japán. Az importált áruk közel 86%-a származik ezen országokból. Jelentős még a behozatal Dél-Amerika országaiból, valamint az Európai Unióból (Németország, Belgium, Hollandia a főbb partnerek).
A munkanélküliségi ráta Milánóban 4–5% körül alakul, ami messze alulmarad az olaszországi 7–8%-os átlagnak. Ez az arány a nők körében magasabb (12–13%). A városban nagy a kereslet a magasan képzett munkaerő iránt, 16–17% az országos 8–9%-hoz viszonyítva.
Az éves átlagjövedelem egy lakosra 30 ezer euró felett van, szemben a lombardiai átlaggal, amely 27 ezer euró körül alakul, illetve az olaszországi átlaggal, ami kevéssel több 20 ezer eurónál.
Milánó egyike a világ legfontosabb pénzügyi és kereskedelmi központjainak: 2004-ben 241,2 milliárd euró volt a bruttó össztermelése ezzel a negyedik helyet foglalta el az európai nagyvárosok közötti rangsorolásban. A városban székel az Olasz Tőzsde (Borsa Italiana: S&P/MIB), valamint számos nagyvállalat: Alfa Romeo, Pirelli, Banca Popolare di Milano, Fastweb, Impregilo, Luxottica, Mediaset, Mediobanca, Arnoldo Mondadori Editore, Prysmian, Saipem, UniCredit stb.
Az európai pénzpiacon fontos szerepet töltenek be a milánói bankok. Az úgynevezett lombard hitel (kézizáloghitel) elsőként Milánóban honosodott meg.
A város számos divatháznak ad otthont, ezzel Milánó a világ egyik divatközpontjának számít: Armani, CoSTUME NATIONAL, Dolce & Gabbana, Etro, Fiorucci, Geox, La Rinascente, Luxottica, Missoni, Prada, Luciano Soprani, Versace, Ermenegildo Zegna. A divat közel 3%-át adja a város gazdaságának. A milánói divat fő utcája a Via Montenapoleone.
A turizmus részesedése Milánó gazdasági életében csökkenőben van. A látogatók többsége átutazik a városban.

## Közlekedés

### Autóutak
A Milánót körülölelő közel 75 km hosszú autópálya-gyűrű három részből áll:
- A50 (Tangenziale Ovest Milano) – Rho és San Giuliano Milanese között húzódik 31 km hosszan, kapcsolódik az A4-es (Torino felé), A7-es (Genova felé) és A1-es (Róma felé ) autópályákhoz, valamint a Novara felé haladó 11-es és a Vigévano felé haladó 494-es főutakhoz.
- A51 (Tangenziale Est Milano) – San Donato Milanese és Usmate Velate között húzódik 30 km hosszan, kapcsolódik a 9-es (Cremona felé), 11-es (Brescia felé) főutakhoz.
- A52 (Tangenziale Nord Milano) – Sesto Milanese és Nova Milanese között húzódik 13 km hosszan, kapcsolódik az A4-es (Velence felé) autópályához.

Az A4-es autópálya (Torino-Trieszt)a várost északon elkerüli. Az A8-as autópálya a Lago Maggiore településeit köti össze Milánóval, ennek egyik leágazása Busto Arsizio mellett vezet a malpensai nemzetközi repülőtérre. Como városával az A9-es autópálya köti össze.

### Vasút
Milánó Észak-Olaszország legfontosabb vasúti csomópontja. Két legnagyobb pályaudvara a Stazione di Milano Centrale (melyen naponta kb. 270 ezer utas fordul meg és ezzel a második az országban a Roma Termini pályaudvar mögött utasforgalom szempontjából), valamint a Milano Cadorna (a Ferrovie Nord Milano vasúttársaság központi pályaudvara, napi forgalma kb. 100 000 utas). Észak-Olaszország első, Itália második (a Nápoly–Portici vonal után) vasútvonala 1840. augusztus 17-én nyílt meg Milánó és Monza között. Itt kezdődik a Milánó–Bologna nagysebességű vasútvonal.
Pályaudvarok és vasútállomások:
| - Stazione di Milano Centrale - Milano Porta Garibaldi - Milano Lambrate - Milano Rogoredo - Milano Greco Pirelli Bicocca - Milano Porta Genova - Milano Porta Romana - Milano San Cristoforo | - Milano Certosa - Milano Cadorna - Milano Bovisa-Politecnico - Milano Lancetti - Milano Villapizzone - Milano Repubblica - Milano Porta Venezia - Milano Dateo | - Milano Porta Vittoria - Milano Romolo - Milano Affori - Milano Bruzzano - Milano Quarto Oggiaro - Milano Domodossola Fiera |

Épülő pályaudvarok:
- Milano Tibaldi
- Milano Rho Fiera

Rendezőpályaudvarok:
- Milano Tre Ponti/Forlanini
- Milano Canottieri

### Repülőterek

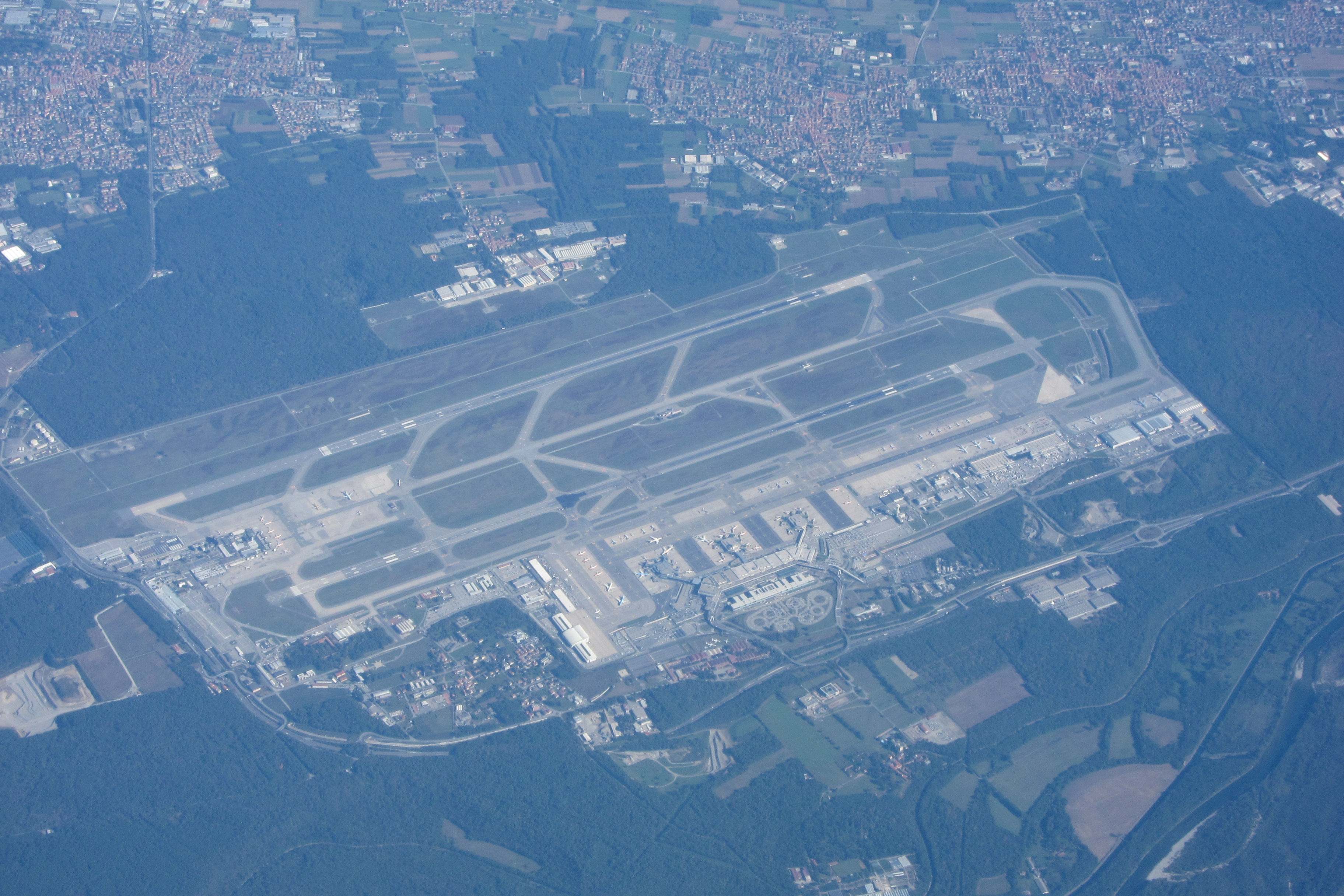
Malpensai nemzetközi repülőtér, légifotó

Milánót három repülőtér szolgálja ki:
- Milánó-Malpensai repülőtér (MXP) – a legújabb és legnagyobb reptér, Varese megyében fekszik, közel a piemonti határhoz. Milánóból közúton, valamint vasúton (Malpensa Express) közelíthető meg.
- Milánó-Linatei repülőtér (LIN) – a város délkeleti részében fekszik, elsősorban fapados járatok használják. A várossal rendszeres buszjárat köti össze.
- Bergamo-Orio al Serió-i repülőtér (BGY) – Bergamo mellett fekszik és elsősorban charter, valamint fapados járatok használják. Közvetlen buszjárat köti össze a bergamói pályaudvarral, valamint Milánóval.

### Városi közlekedés
Milánó közösségi közlekedésének gerincét három metróvonal (M1, M2, M3), nyolc elővárosi vonal (S1, S2, S3, S4, S5, S6, S8, S9, S10, S11), öt vasútvonal (a LeNord vasúttársaság által üzemeltetve, közéjük tartozik a Malpensa Express is), huszonegy villamosvonal és ötven autóbusz-útvonal adja. A tömegközlekedési hálózatot, amely a legnagyobb Olaszországban, az Azienda Transporti Milanesi (ATM), LeNord, TiLo és Trenitalia vállalatok üzemeltetik.
Az elővárosi vasúthálózatot (S) 2004. december 12-én állították üzembe, kezdetben a Porta Vittoria állomásról, majd 2008-tól a Rogoredo állomásról kiindulva. Az egyes vonalakon a szerelvények hat percenként követik egymást.
| Vonal | Útvonal                                          | Hossza     | Állomások száma | Üzemeltető |
| ----- | ------------------------------------------------ | ---------- | --------------- | ---------- |
|       | Milano Rogoredo ↔ Saronno                        | 24,7 km    | 17              | LeNord     |
|       | Milano Rogoredo ↔ Palazzolo ( – Mariano Comense) | 30,9 km    | 20              | LeNord     |
|       | Milano Cadorna ↔ Saronno                         | 23,6 km    | 13              | LeNord     |
|       | Milano Cadorna ↔ Camnago-Lentate                 | 21,2 km    | 14              | LeNord     |
|       | Treviglio ↔ Gallarate ( – Varese)                | ATI        |                 |            |
|       | Pioltello ↔ Novara                               | Trenitalia |                 |            |
|       | Milano San Cristoforo ↔ Seregno                  | 35 km      | 10              | TiLo       |
|       | Milano Rogoredo ↔ Milano Bovisa                  | 7,7 km     | 7               | LeNord     |

A regionális vasúthálózatot (R) a LeNord vasúttársaság üzemeli, melyet 2004-ben alapítottak. A szerelvények a Milano Cadorna állomásról indulnak Como, Varese, Novara, Canzo, valamint a malpensai nemzetközi repülőtér felé.

Milánói villamos (1500-as sorozatszámú Carello)

A villamoshálózatot 17 városi és 2 városközi vonal alkotja. Hosszuk 170 km, ezáltal Milánó a világ legnagyobb hálózatával büszkélkedhet. A város nevezetességei az 1928 és 1935 között gyártott 1500-as sorozatszámú (Carello) villamosok. Az egykoron 502 darabból mindössze 163 darab maradt üzemképes állapotban.
A városban négy trolibuszvonal működik. A legrégebbit 1933-ban állították üzembe. Az autóbusz-hálózatot 50 vonal alkotja.

## Híres milánóiak

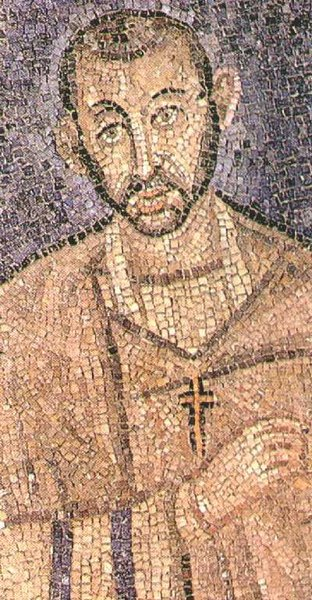
Szent Ambrus
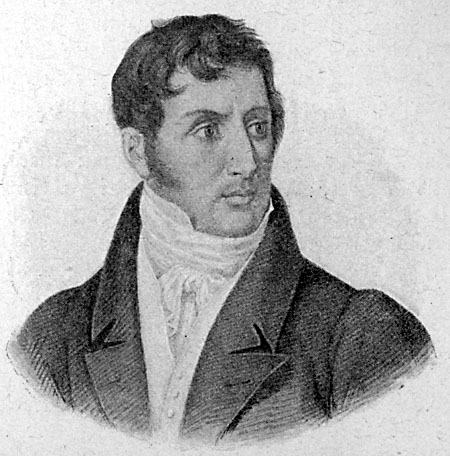
Alessandro Manzoni
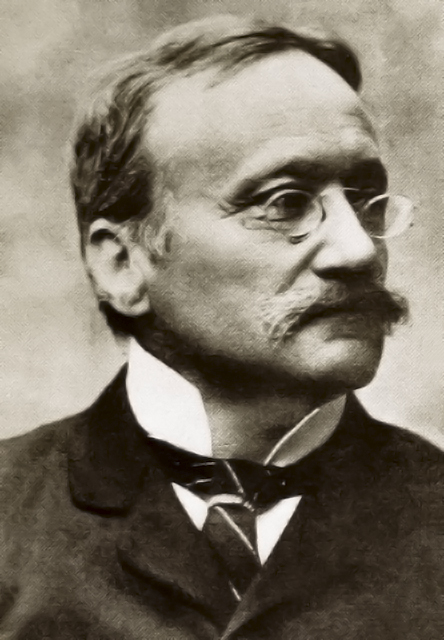
Arrigo Boito
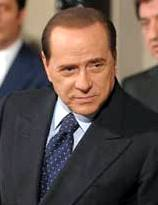
Silvio Berlusconi